# Santa Maria del Popolo
Koordinaten: 41° 54′ 41″ N, 12° 28′ 35″ O
Santa Maria del Popolo (lat.: Sanctae Mariae de Populo), heute Basilica Santa Maria del Popolo, ist ein Kirchengebäude mit einem Klosterkomplex in Rom. Sie befindet sich an der Piazza del Popolo im Stadtteil Campo Marzio, direkt an der Porta del Popolo. Die Basilica minor ist seit dem 13. April 1587 eine der römischen Titelkirchen der römisch-katholischen Kirche.
Die dreischiffige Gewölbekirche mit einer achteckigen Vierungskuppel und einer einfachen Fassade mit Pilasterschmuck zählt zu den wichtigsten Kirchenbauten der Frührenaissance in Rom und birgt eine Vielzahl bedeutender Kunstwerke der Architektur, Skulptur und Malerei. Zu den Päpsten, die diese Kirche besonders förderten, zählten Sixtus IV., Innozenz VIII., Alexander VI. und Alexander VII. Namhafte Künstler wie Pinturicchio, Andrea Bregno, Raffael, Bramante, Caravaggio und Bernini waren mit der Ausgestaltung der Kirche betraut und hinterließen bedeutende Werke.

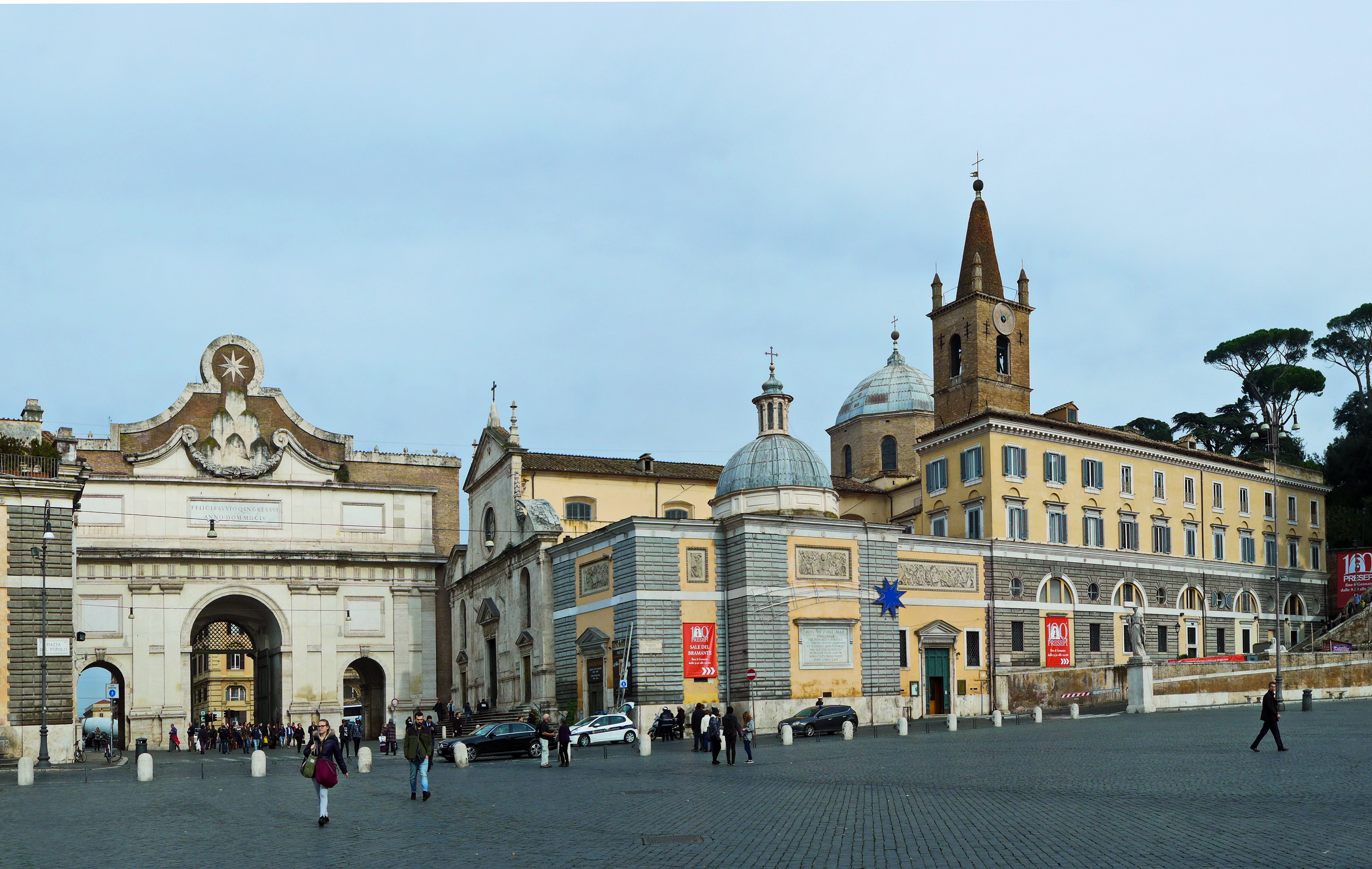
Piazza del Popolo mit Porta Flaminia, Kirche Santa Maria del Popolo und Konvent

## Geschichtlicher Überblick

### Vorgeschichte

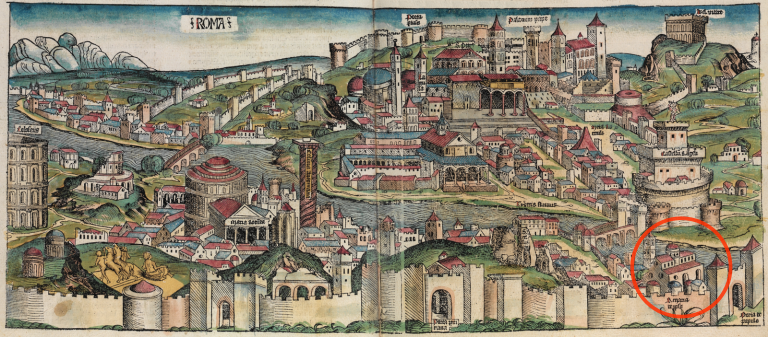
Santa Maria del Popolo – Schedelsche Weltchronik 1493

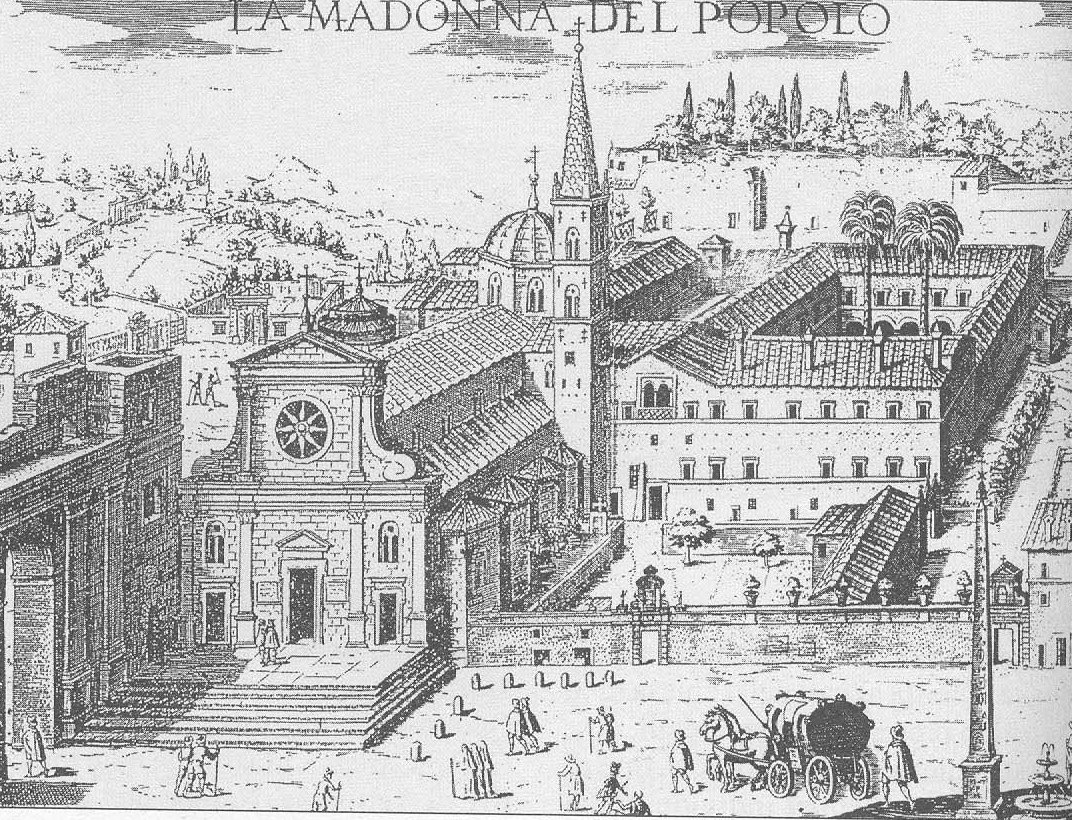
Stich von Giovanni Maggi 1625

In den Libri Indulgentiarum wird die Vorgeschichte des Ortes, an dem heute die Kirche S. Maria del Popolo steht, ausführlich berichtet: Der Hochaltar steht an der Stelle, an der sich vor dem Bau der Kirche eine Pappel (lat. populus) befand. in der die bösen Geister wohnten, die das Grab des Kaisers Nero, das sich unter diesem Baum befand, bewachten und diejenigen belästigten, die die antike Porta Flaminia passieren wollten. Papst Paschalis II. (1099–1118) hörte davon und ließ in diesem Anliegen fasten und beten. Am dritten Tag hatte er eine Marienerscheinung, die ihn aufforderte, den Nussbaum zu fällen und dort eine Kirche zu erbauen. Dadurch wurde der Ort von den Dämonen befreit.
Nach einer Pestepidemie in Rom im Jahre 1231 ersetzte Papst Gregor IX. die Kapelle durch eine größere Kirche „für das Volk“ und übergab sie dem Franziskanerorden. Für die Bezeichnung „del Popolo“ gibt es verschiedene Erklärungsversuche. Einer führt zurück auf die Finanzierung bzw. Errichtung der Kirche durch das Volk, ein anderer auf eine Pappel (populus) an der Stelle der Kapelle. Die heutige Interpretation geht davon aus, dass für die Gemeinde (plebes, populus), die sich um die Kapelle gebildet hatte, eine neue Kirche errichtet wurde.
Papst Gregor IX. stiftete das dem hl. Lukas zugeschriebene „wundertätige“ Mariengnadenbild, das sich vordem in der Capella Sancta Sanctorum am Lateranspalast befunden hatte. Bis heute ziert es den Hochaltar.
1250 kam die Kirche an den Orden der Augustiner aus Tuszien und 1472 schließlich an den Augustinereremitenorden der Lombardischen Kongregation.

### Baugeschichte

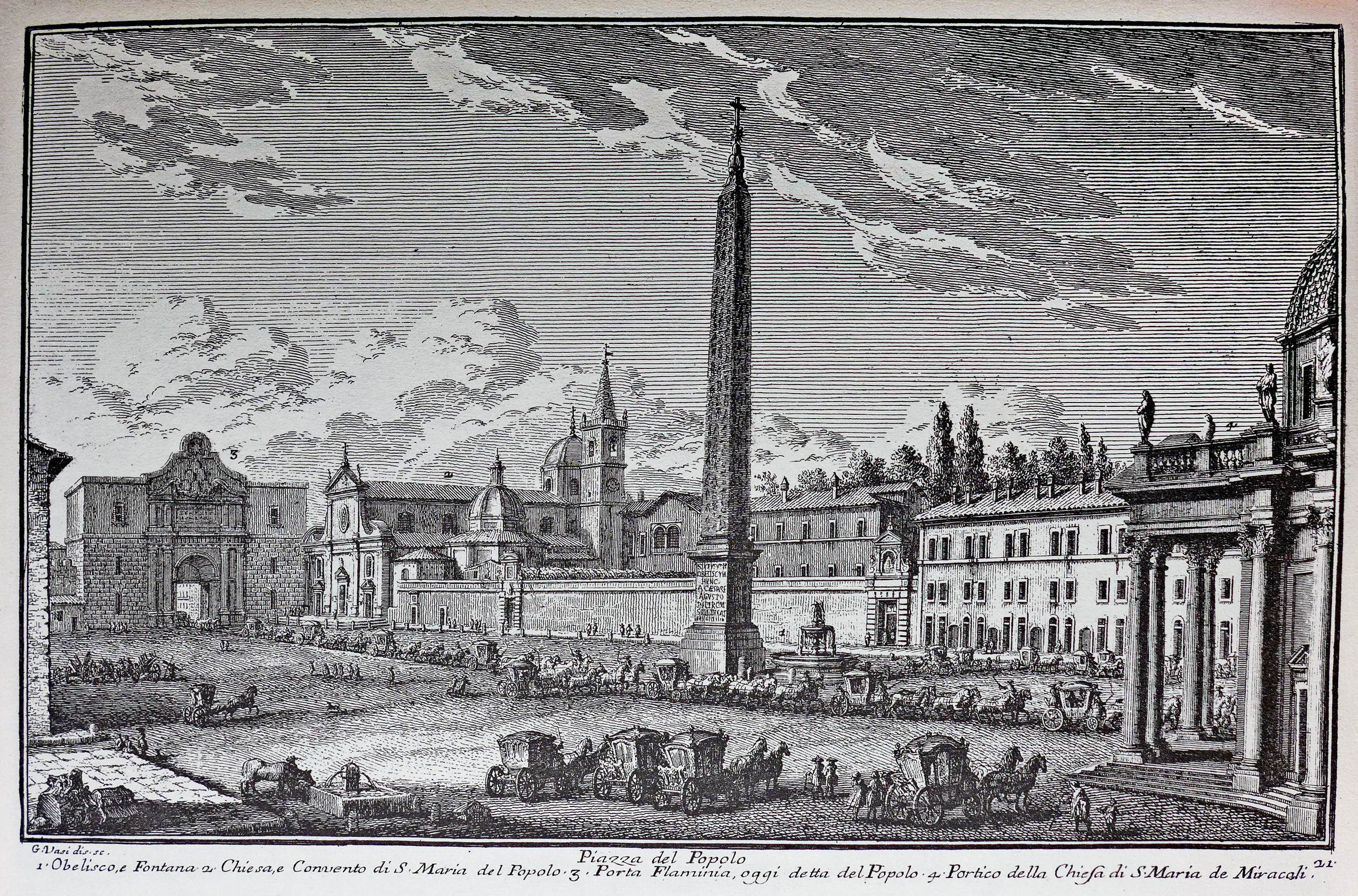
Stich von Giuseppe Vasi 1752

Papst Sixtus IV. della Rovere ließ 1472 unmittelbar nach seiner Wahl zum Papst den bestehenden Kirchenbau abtragen und eine neue Kirche sowie das anschließende Kloster errichten. Gegen Ende des 15. Jahrhunderts erfuhr Rom eine umfangreiche städtebauliche Erneuerung, die auch die Restaurierung bestehender und die Errichtung neuer Kirchen umfasste. An dem bedeutenden Stadttor, der antiken Porta Flaminia, heute Porta del Popolo, das alle Reisenden und Pilger aus dem Norden, die über die Via Flaminia kamen, passieren mussten, sollte ein neuer, bedeutender Kirchenbau entstehen, der auch als Grabstätte für den Papst und seine Familie vorgesehen war. Die Bedeutung der Kirche zu dieser Zeit unterstrich die Vergabe von Patronatsrechten an Kapellen und Grablegen ab 1478 an zahlreiche Persönlichkeiten der römischen Gesellschaft und des Klerus, die diese von namhaften Künstlern ausschmücken ließen.
1505 wurde der ursprüngliche Mönchschor durch die Architekten Bramante und Andrea Sansovino in die Kapelle für die Kardinäle Ascanio Maria Sforza und Girolamo Basso della Rovere umgebaut. Durch die Raumwirkung und die Lichtführung gilt sie als Meisterwerk Bramantes in der Gestaltung suggestiver Räumlichkeit.
Durch den Erzbischof und Kardinal von Lissabon Jorge da Costa erhielt das Kloster durch testamentarische Verfügung 1508 Weinberge auf dem Gebiet des angrenzenden Pincio, die mit den klösterlichen Weinbergen zusammengelegt wurden.
In den Jahren 1655 bis 1660 gestaltete Gian Lorenzo Bernini im Auftrag Papst Alexanders VII. die Kirche im Geschmack der Zeit, insbesondere die Fassade und Teile der Innenausstattung.
Im Auftrag von Kardinal Alderano Cibo, Staatssekretär unter Papst Innozenz X., gestaltete der Architekt Carlo Fontana in den Jahren 1682 bis 1687 die Kapelle Cibo im Grundriss eines griechischen Kreuzes um und überwölbte sie mit einer Kuppel entsprechend der Kapelle Chigi, die symmetrisch gegenüber im linken Seitenschiff liegt. Die Kuppel ist von der Piazza del Popolo aus zu sehen.
Giuseppe Valadier konzipierte 1811 bis 1822 im Zuge der Umgestaltung der Piazza del Popolo die südliche Seitenfassade neu und passte die Nordseite der Kirche und Teile des Klosters in die Symmetrie des Platzes ein.

## Stifterkirche der Päpste
Die Augustinerkirche gewann unter den Päpste Sixtus IV., Innozenz VIII. und Alexander VI. zunehmend als Zentrum geistlicher und weltlicher Repräsentation an Bedeutung.
Sie förderten das Stiftungswesen, das während ihrer Herrschaft nicht nur ein Gradmesser für das Verhältnis zwischen Stifter und dem Augustinerkonvent war, sondern auch ein Gradmesser für das Verhältnis zwischen Stifter und Papst. Entscheidend war die Verbundenheit und Nähe zum Papst. Andererseits waren Schenkungen an die Kirche Zukunftsinvestitionen, die nur dann getätigt wurden, wenn davon ein Mehrwert, wie beispielsweise ein päpstliches Wohlwollen zu erwarten war. Das lässt sich auch am Spendenverhalten von Vannozza de'Catanei belegen, die die Mätresse von Alexander VI. und die Mutter von Cesare und Lucrezia Borgia war. Während des Pontifikats von Alexander VI. zählte sie zu den großzügigen Stifterinnen dieser Kirche. Ihr Grab, das ebenfalls in der Kirche war, ist heute verschwunden. Mit der Wahl von Julius II., der der italienischen della Rovere-Familie angehörte, endete dies abrupt. Noch heute lassen sich die Kreise der Stifter nachvollziehen und Rückschlüsse auf die klienteläre Beziehung zu den jeweiligen Päpsten bilden.

## Architektur

Grundriss der Basilika

Die Kirche wurde im letzten Drittel des 15. Jahrhunderts als dreischiffige Basilika mit Querhaus und Chor im lombardischen Stil der Renaissance errichtet. Als Architekten der Kirche, des Klosters und einiger Kapellen bezeichnet Giorgio Vasari den Festungsbaumeister Papst Sixtus IV. Baccio Pontelli. Auch Andrea Bregno wird als Architekt erwähnt, was jedoch nicht belegt werden kann. Das Langhaus wird an beiden Seiten von jeweils vier Kapellen gesäumt. An antike Bauten erinnert das Motiv der Konchen an den Abschlüssen der Querarme, ebenso der achteckige Tambour in der Vierung.

### Fassade und Campanile
In Rom beginnt die Geschichte der neuzeitlichen Querschnittsfassaden mit S. Maria del Popolo, nach Vorbild der von Leon Battista Alberti für die Kirche Santa Maria Novella in Florenz geschaffenen Fassade, die erstmals den Dreiecksgiebel und die Anschwünge zum erhöhten Mittelteil und die tiefe Position des Okulus in seinem Fassadenfeld zeigt. Die Kirchenfront deutet mit ihrer zweistöckigen Pilasterordnung den Aufbau des Inneren der Kirche mit ihren drei Kirchenschiffen an. Gleichzeitig gliedert sie die Front und gestaltet sie grafisch proportioniert. Das obere Stockwerk repräsentiert die Erhöhung des Mittelschiffs.
Die Fassade weist auch spezifisch römische Elemente auf, insbesondere den hellen, römischen Travertin, der viele Fassaden der folgenden Zeit kennzeichnet sowie die großen, ungeschmückten Wandflächen.
Der mit Fialen bestückte Glockenturm stammt aus dem 15. Jahrhundert.

## Ausstattung
In den Schiffen, den Kapellen und im Presbyterium der Kirche finden sich zahlreiche Meisterwerke der Malerei und der Plastik aus der Renaissance- und Barockzeit.

### Hauptschiff

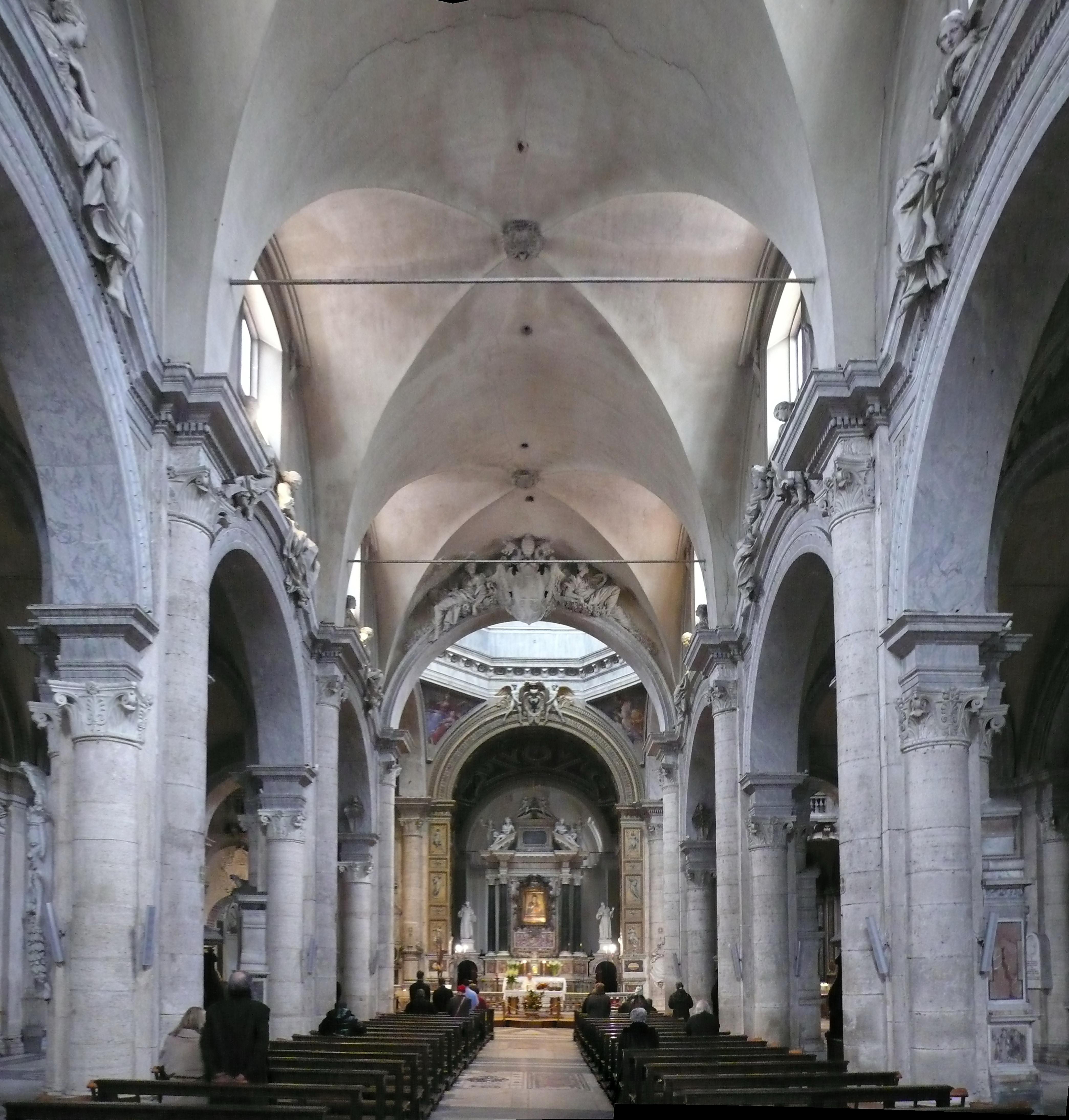
Hauptschiff

Das Hauptschiff hat im Wesentlichen seine Struktur im 15. Jahrhundert erhalten. Bestimmend sind die Bündelpfeiler, um die sich unterschiedlich hohe Halbsäulen gruppieren. Sie tragen einerseits die Rundbögen zu den Seitenschiffen, andererseits strecken sie sich bis zum Kreuzgratgewölbe empor. Die Pilaster, die Halbsäulen und die Bogen des Hauptschiffes waren ursprünglich mit grauer Marmorimitation verputzt. Dieser Verputz wurde Anfang des 20. Jahrhunderts im Zuge der Restaurierungsarbeiten durch Antonio Muñoz wieder entfernt. Auf dem um das Mittelschiff laufenden Gesims sind unterhalb der Längsgurte halb liegende allegorische Frauenfiguren gruppiert, den Abschlussbogen zum Querschiff ziert das prächtige, von Frauengestalten flankierte Wappen des Papstes Alexander VII.

### Querschiff
Das ursprüngliche Querschiff der Basilika aus der Zeit Sixtus IV. war wesentlich kleiner als heute. Es bestand aus zwei Flügeln mit je einer Apsis und einer Kapelle. Papst Alexander VII. beauftragte Gian Lorenzo Bernini zwischen 1655 und 1661 mit wesentlichen Umbauten in beiden Flügeln des Querschiffes, durch die das Aussehen des Innenraumes stark verändert wurde. Sie umfassten die Errichtung der beiden großen Altäre in den Apsiden und der Choremporen mit Stuckengeln. Die Freskenbemalung der Kuppel erfolgte 1656–1658 durch Raffaello Vanni mit der Darstellung der Verherrlichung der Jungfrau. Über den Kapellen wurde ein weit vorspringendes Zahngesims als Basis für die Statuen der Heiligen eingefügt.

#### Rechter Flügel
In der Apsis dieses Flügels neben dem Hochaltar befand sich ursprünglich die der heiligen Lucia geweihte Grabkapelle der Borgia, in der Vanozza de’ Cattanei und ihr Sohn Juan Borgia begraben waren. Von den Grabmonumenten ist lediglich die Grabinschrift der Vannozza erhalten. 1484 veranlasste Giorgio Croce, Ehemann der Vanozza Cattanei, die üppige Ausstattung dieser Kapelle. 1500 beauftragte Vannozza Andrea Bregno mit der Anfertigung eines Tabernakels für die Kapelle und wandelte sie in die Sakramentskapelle um. Pinturicchio malte das Altarbild und Wandfresken. Es stellte vermutlich die heilige Lucia mit den Gesichtszügen der Vannozza Cattanei dar. Johannes Burckard, der Zeremonienmeister des Papstes Alexander VI. soll ebenfalls, wenn nicht in der Kapelle, so doch in der Kirche begraben gewesen sein.

An den Seitenwänden des Schiffes, neben dieser Kapelle befanden sich mehrere Grabdenkmäler, die jetzt im Korridor und in der Sakristei aufgestellt sind, nachdem Papst Alexander VII. einen kompletten Umbau mit erheblicher Erweiterung der Kapellen veranlasste. Die beiden Kapellen im rechten Querschiff wurden im Zuge einer Angleichung an den Plan des linken Querschiffes unter Papst Alexander VII. von Carlo Fontana neu angelegt.
- Cappella di Santa Rita (7)

ist seit 1901 der hl. Rita von Cascia geweiht. Hier befinden sich die Grabmonumente der Familie Cicada. Das Grabmal des Odoardo Cicada an der rechten Wand stammt aus der Mitte des 16. Jahrhunderts. Es befand sich ursprünglich in der Cappella Cibo.
- Cappella Feoli (8)

ist dem hl. Thomas von Villanova geweiht. Sie wurde durch Pietro Feoli 1858 restauriert.
Das Altarbild Der hl. Thomas von Villanova und die Fresken im Gewölbe Der Heilige Geist und die Vier Evangelisten stammen von Casimiro de’Rossi aus dem Jahre 1860.
- Altar – Mariä Heimsuchung (6).

Die Altartafel (Öl auf Leinwand) Mariä Heimsuchung von Giovanni Maria  Morandi (1659) ist von einem Rahmen umfasst, den zwei Engel flankieren. Der Engel rechts stammt von Ercole Ferrata, der Engel links von Arrigo Giardé. Rechts vom Altar das
- Grabmonument (5) des Kardinals Ludovico Podocathor (1429–1504)

Lodovico Podocataro entstammte einer vornehmen Familie aus Zypern. Er war Kardinal unter Papst Alexander VI. Das Grabmonument ist ein Werk des Giovanni Cristoforo Romano, einem Mitarbeiter aus der Werkstatt des Andrea Bregno.

#### Linker Flügel
In der Apsis dieses Flügels stand ursprünglich der päpstliche Thron. Der Umbau unter Alexander VII. durch Gianlorenzo Bernini erfolgte symmetrisch zum rechten Flügel.
- Cappella Cerasi (16)

Die den hll. Petrus und Paulus geweihte Kapelle ist eine der wichtigsten der Kirche. Ursprünglich war sie die Familienkapelle des Kardinals Pietro Foscari, bis der päpstliche Schatzmeister Tiberio Cerasi (1544–1601) das Patronat übernahm. Sein Grabmonument befindet sich links am Eingang zur Kapelle. Für die Ausstattung der Kapelle konnte er 1600 die seiner Zeit gefragtesten Künstlerpersönlichkeiten Roms gewinnen, Annibale Carracci und Michelangelo Merisi da Caravaggio. Das Altarbild Himmelfahrt Mariens stammt von Annibale Carracci, die Kreuzigung des Petrus und die Die Bekehrung des Saulus fertigte Caravaggio. Der Fokus der Bilder richtet sich auf die verkürzten Figuren, deren Ausdruck durch das grell einfallende Licht gesteigert wird. Seine erste Ausführung der Bekehrungsszene in der Saulus durch eine göttliche Lichterscheinung vom Pferd geworfen wird, musste Caravaggio auf Wunsch Cerasis durch eine Version ohne die Darstellung Christi ersetzen. Sie befindet sich heute in der privaten Kunstsammlung der Familie Odescalchi-Balbi.
Anfang des 17. Jahrhunderts fertigte Giovan Battista Ricci das Deckenfresko im Atrium Der Heilige Geist mit den Evangelisten und Abbildungen der Kirchenväter in den Lünetten. Innocenzo Tacconi wählte für das Deckenfresko der Kapelle das Thema der Marienkrönung und für die Lünetten Visionen der heiligen Petrus und Paulus.

Caravaggio: Kreuzigung des Apostels Petrus
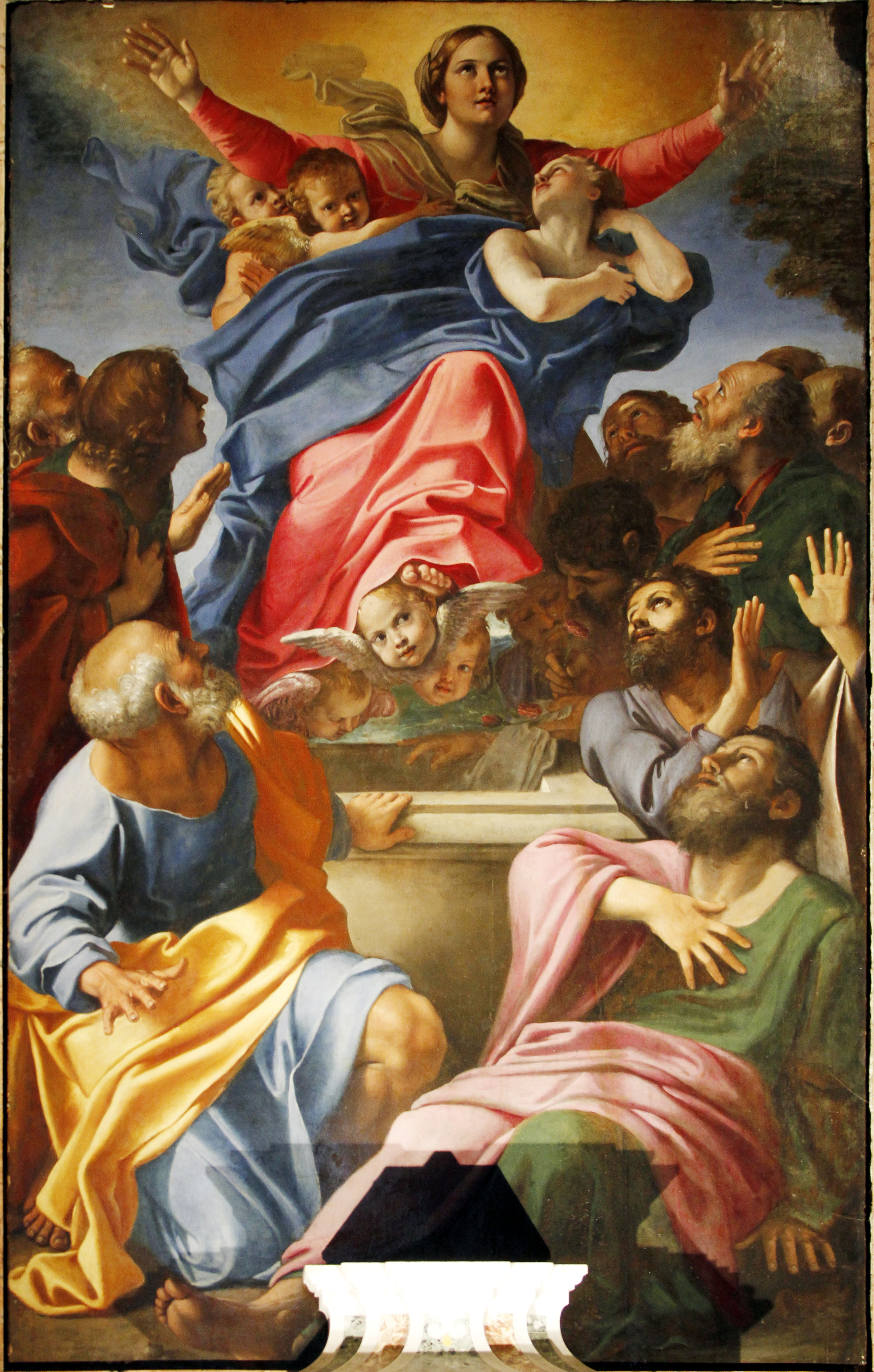
Carracci: Himmelfahrt Marias
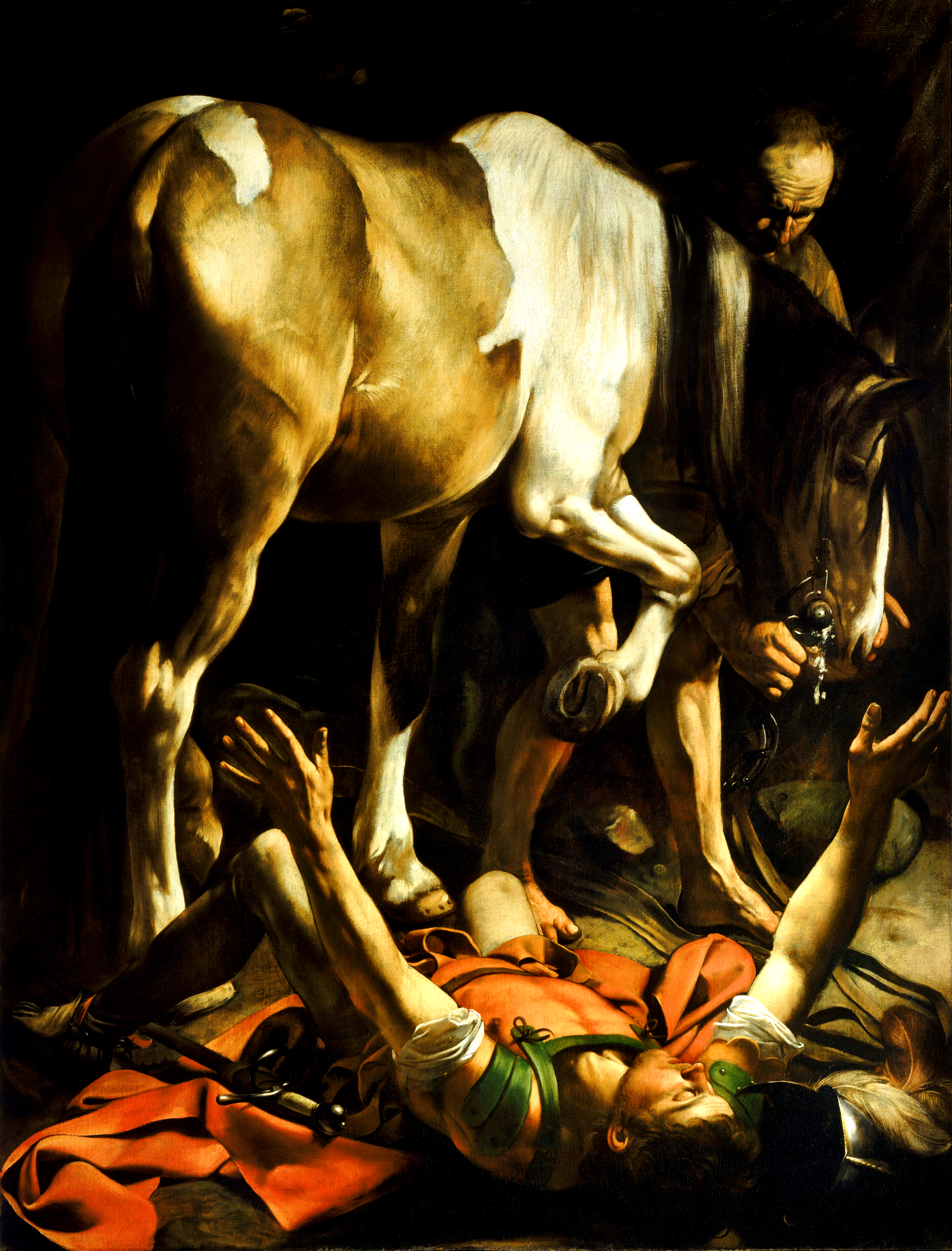
Caravaggio: Bekehrung des Apostels Paulus

- Cappella Theodoli (17)

Die Kapelle ist der hl. Katherina von Alexandrien und dem hl. Hieronymus gewidmet. Errichtet wurde sie von Troiano Alicorno, der die Kapelle 1569 dem Girolamo Theodoli, Bischof von Cadiz überließ. Die Stuck-Skulpturen, die streng klassizistische Statue der Katharina von Alexandrien auf dem Altar und die Malereien stammen von Giulio Mazzoni, einem Schüler des Giorgio Vasari (2. Hälfte 16. Jhd.).
- Altar – der Heiligen Familie (18)

Der Altar stammt aus der Umbauphase durch Gian Lorenzo Bernini. Die Altartafel Heilige Familie und Engel mit den Passionswerkzeugen schuf Bernardino Mei um 1659. Das Bild ist von einem Rahmen umfasst, der von zwei Engeln gehalten wird. Der Engel rechts stammt von Antonio Raggi, der Engel links von Giovanni Antonio Mari.
Links vom Altar befindet sich das
- Grabmonument des Kardinals Bernardino Lonati (19).

Bernardino Lonati (1452–1497) war Diplomat und enger Freund des Kardinals Ascanio Sforza, der ihm 1493 zum Kardinalstitel verhalf. Das Grabmonument ist der Schule des Andrea Bregno zuzuschreiben; die Ornamente gelten als besonders gutes Beispiel für die Verzierung von Prachtgräbern mit Triumphbogenarchitektur der Renaissance.

### Hochaltar, Chor und Apsis
- Hochaltar (9)

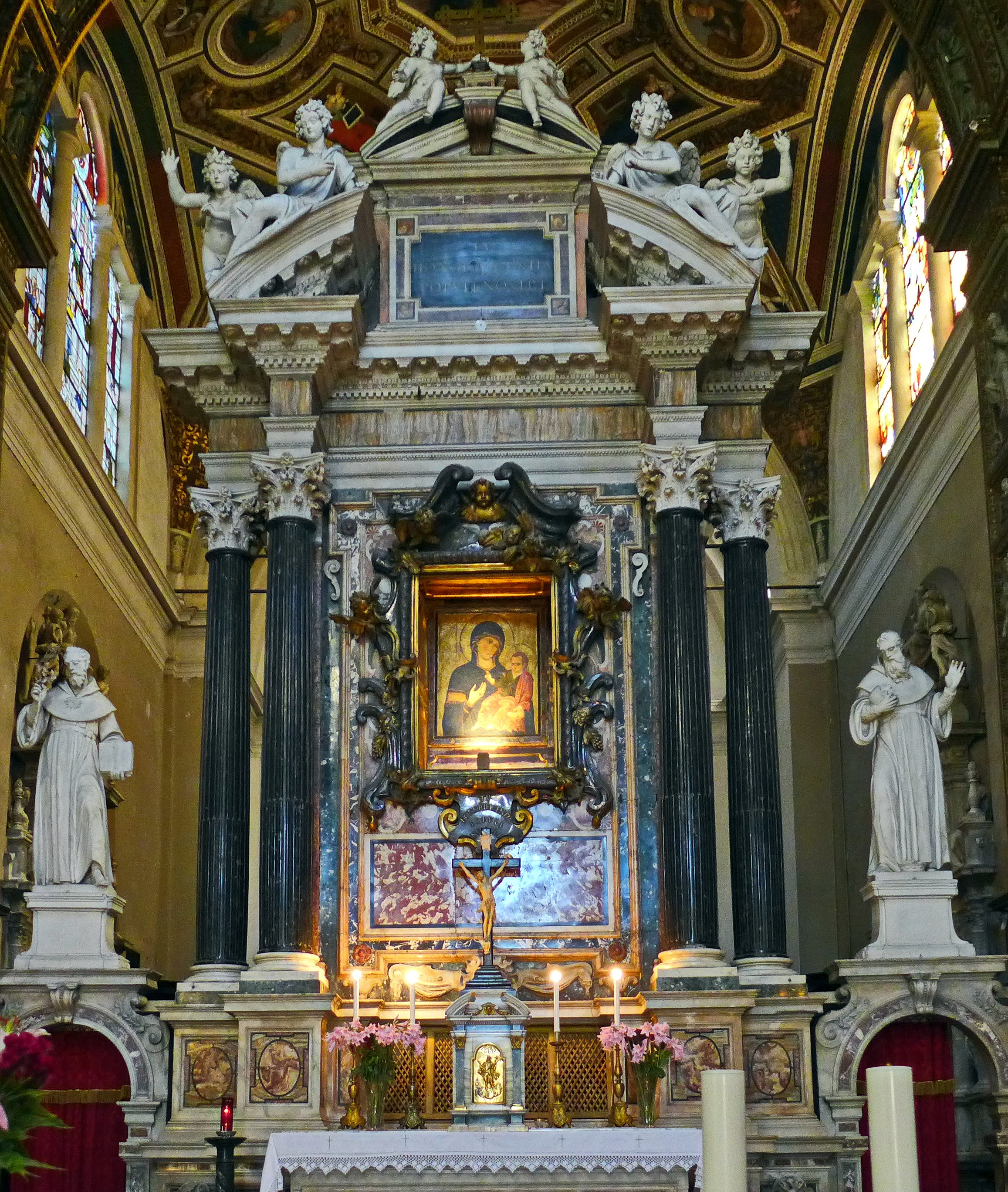
Hochaltar

Der ursprüngliche Hochaltar, ein Meisterwerk des Andrea Bregno wurde 1627 auf Veranlassung des Kardinals Antonio Maria Sauli abgetragen; die Ädikula befindet sich heute in der Sakristei und einige Seitenteile in der Taufkapelle. Der neue Altar ist erheblich größer als der ursprüngliche und verstellt den Blick auf Chor und Apsis. Vier große Säulen aus schwarzem Marmor tragen ein Tympanon mit zwei Engeln aus Stuck.
Das Gnadenbild der Madonna del Popolo mit dem segnenden Christuskind, wird dem hl. Lukas zugeschrieben, stammt aber vermutlich von einem Meister aus San Saba und ist aus dem 13. Jhd. Es wurde von Papst Gregor IX. aus der Capella Sancta Sanctorum des Lateran in die Kirche verbracht.
Gleichzeitig veranlasste Kardinal Antonio Maria Sauli die Verzierung des großen Eingangsbogens zum Chor über dem Altar mit Darstellungen von Legenden der Kirchengründung aus vergoldetem Stuck.
- Chor und Apsis

Der Chor und die Apsis wurden im Auftrag Julius II. in den ersten Jahren des 16. Jhd. neu gestaltet. Den Chor – früher auch als Cappella Maggiore bezeichnet – baute Donato Bramante in zwei Phasen um: Die erste umfasst den großen Eingangsbogen zum Chor mit Kassettendecke und die Ausgestaltung der Apsis als Halbkuppel in Muschelform, die der Architekt in den ersten Jahren seiner Tätigkeit in Rom schuf. Die zweite betraf die Umwandlung des ursprünglichen Kreuzrippengewölbes des Chores in ein Gewölbe mit vier Segelabschnitten, die Einfügung der Glasfenster und die Anordnung der beiden Grabmonumente des Andrea Sansovino.
- Chor / Decke (10)

Die Fresken im Gewölbe des Chores sind ein Spätwerk des Pinturicchio aus den Jahren 1508–1509. Die Krönung der Jungfrau Maria auf blauem und goldenen Hintergrund in einem Schild im Zentrum erinnert an das mittelalterliche Apsis-Mosaik in der Basilika Santa Maria Maggiore. In den Schildern sind die vier Evangelisten, dazwischen, in den trapezförmigen Flächen die Sibyllen und in den Zwickeln die vier Kirchenlehrer abgebildet.
- Prälatengräber

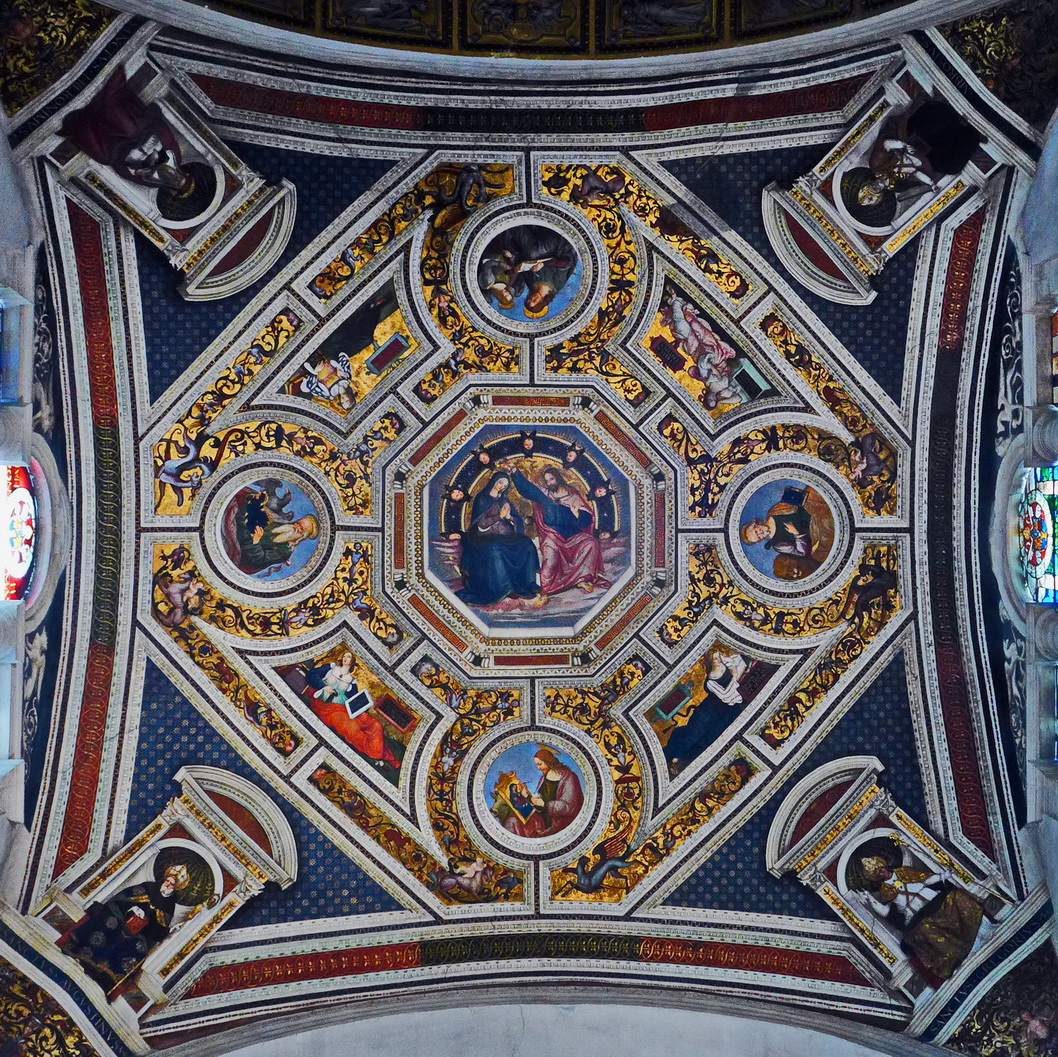
Deckenfresko des Pinturicchio

Die beiden Prälatengräber im Chor, an welchen der bedeutende Bildhauer Andrea Sansovino seit 1505 arbeitete, zeigen die vollendetste Form, welche das architektonisch angelegte Wandgrab erreichen kann. Der Triumphbogen, auch sonst bei Grabdenkmälern oft angewendet, ist nirgends mehr mit dieser leichten Majestät behandelt. Die Arabesken an den Sockeln gehören zu den schönsten der Renaissancekunst. Die Denkmäler folgen in ihrer Anordnung noch dem Einrahmungssystem des 15. Jahrhunderts. Die allegorischen Figuren stehen halblebensgroß in ihren Nischen. Edel sind die beiden schlummernd liegenden Kardinäle. Die Figuren der Verstorbenen sind nicht mehr am Rücken liegend, sondern – nach Art der etruskischen Sarkophagfiguren – schlafend mit erhobenem Oberkörper dargestellt. Auch die Madonnenreliefs in den Lünetten und vorzüglich die Engel mit Leuchtern oben sind bewundernswert.
Das Grabmonument des Kardinals Ascanio Maria Sforza (14), des Bruders von Ludovico il Moro, des Herzogs von Mailand, schuf Sansovino 1506. Das Grabmal ist der Stein gewordene Ausdruck der Realpolitik von Julius II. Obwohl er sich in Gegnerschaft zu dem Kardinal aus der Sforza-Familie befand, benötigte er die Sforza-Familie jedoch als wichtige Bündnispartner in seinem Kampf gegen die französischen Truppen in Norditalien. Mit der großzügigen Geste, mit der er dem Kardinal das Grab stiftete, dokumentierte er, dass er die Familie Sforza als Herrscher über Mailand anerkannte und wollte sich auf diese Weise ihre Bündnistreue sichern. Es ist das erste dreiachsige Triumphbogengrabmal, das in Rom errichtet wurde und stellte alle bis dahin gestalteten Monumente in den Schatten. Es zeigt den Stilübergang der Glyptik vom 15. ins 16. Jhd.
Das Grabmonument des Kardinals Girolamo Basso della Rovere (11) wurde 1507 geschaffen.

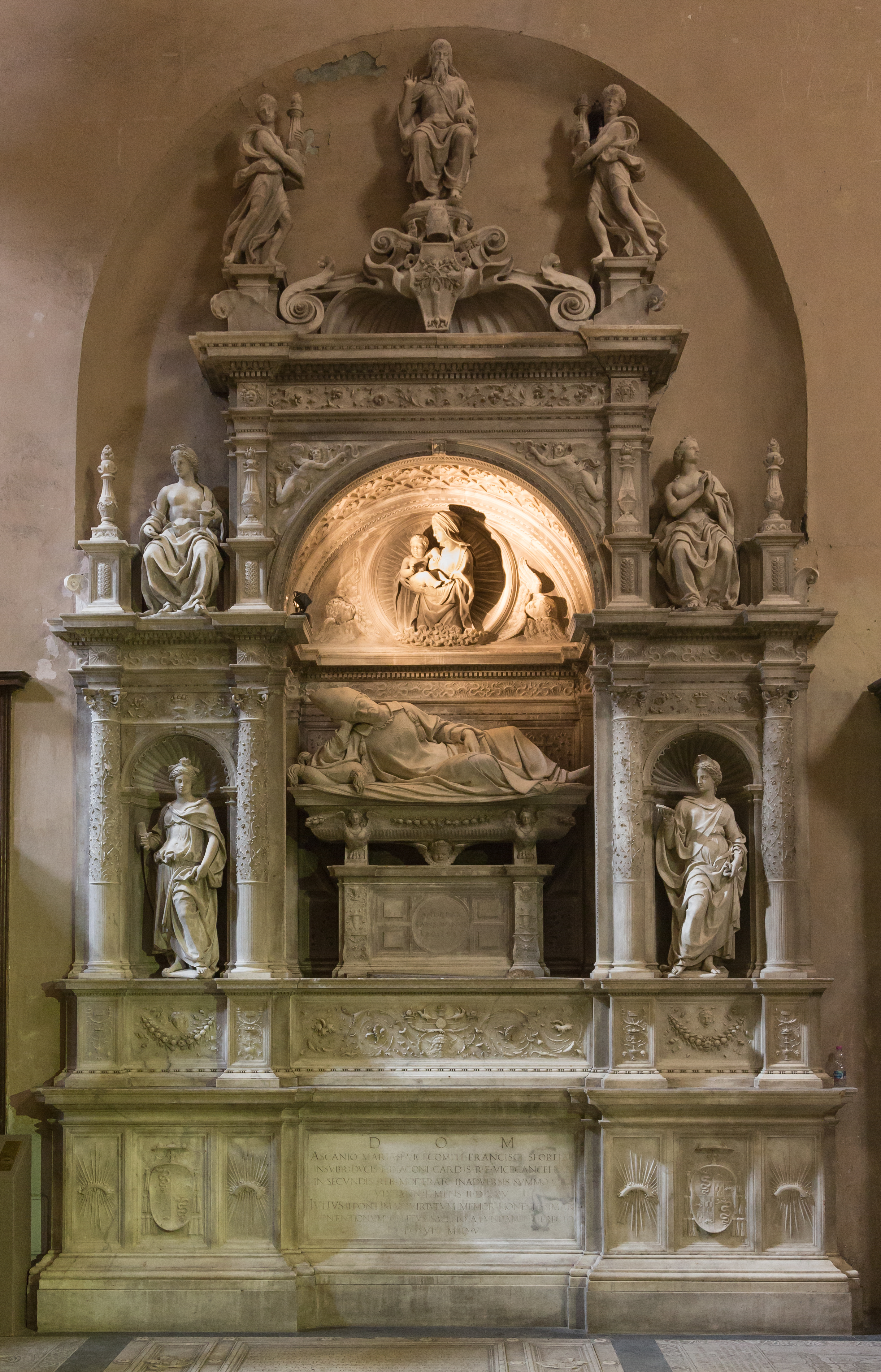
Grabmal des Ascanio Sforza
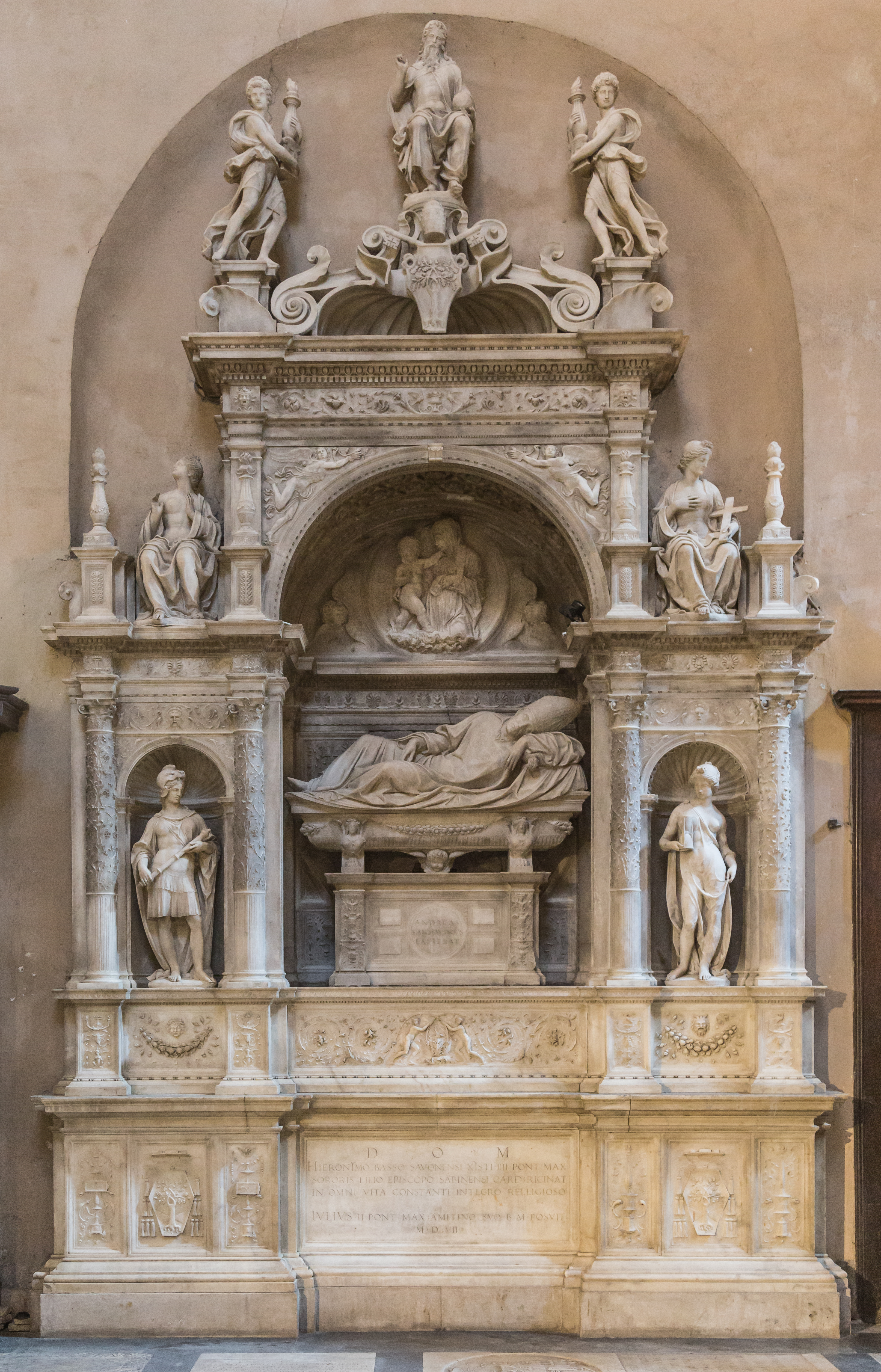
Grabmal des Basso della Rovere

- Die wertvollen Glasfenster – die schönsten, die Rom besitzt – sind Werke zweier französischer Meister, Claude und Guillaume Marcillat (1470–1529), welche Bramante dem Papst empfohlen hatte.[22] Die Inschrift: IVLIVS II PONTIFEX MAXIMVS auf dem Fenster rechts verewigt den Auftraggeber. Auf dem rechten Fenster (12) sind Szenen aus der Kindheit Jesu (1509) dargestellt. Auf dem linken (15) Szenen aus dem Marienleben (1509).

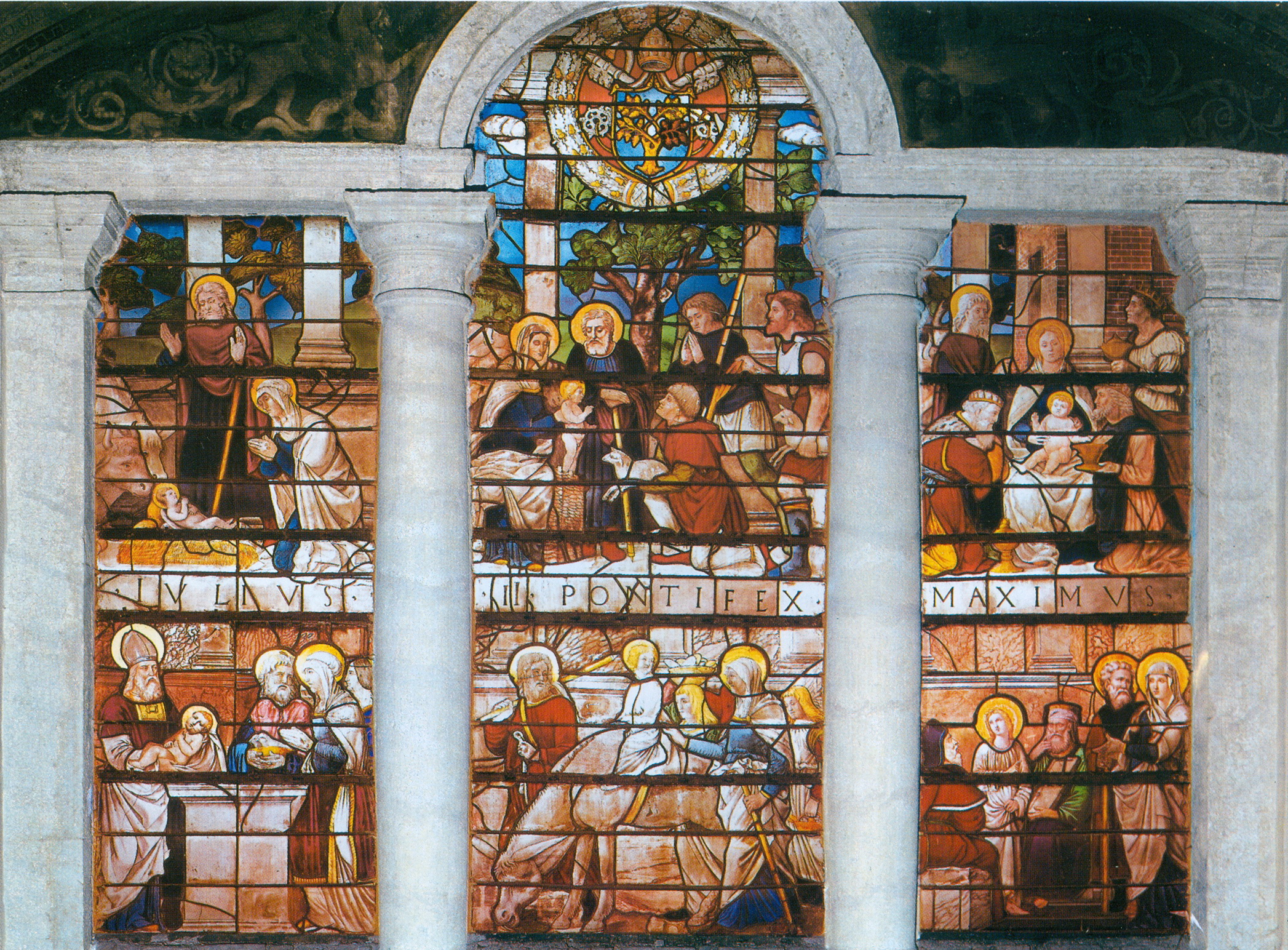
Glasfenster rechts
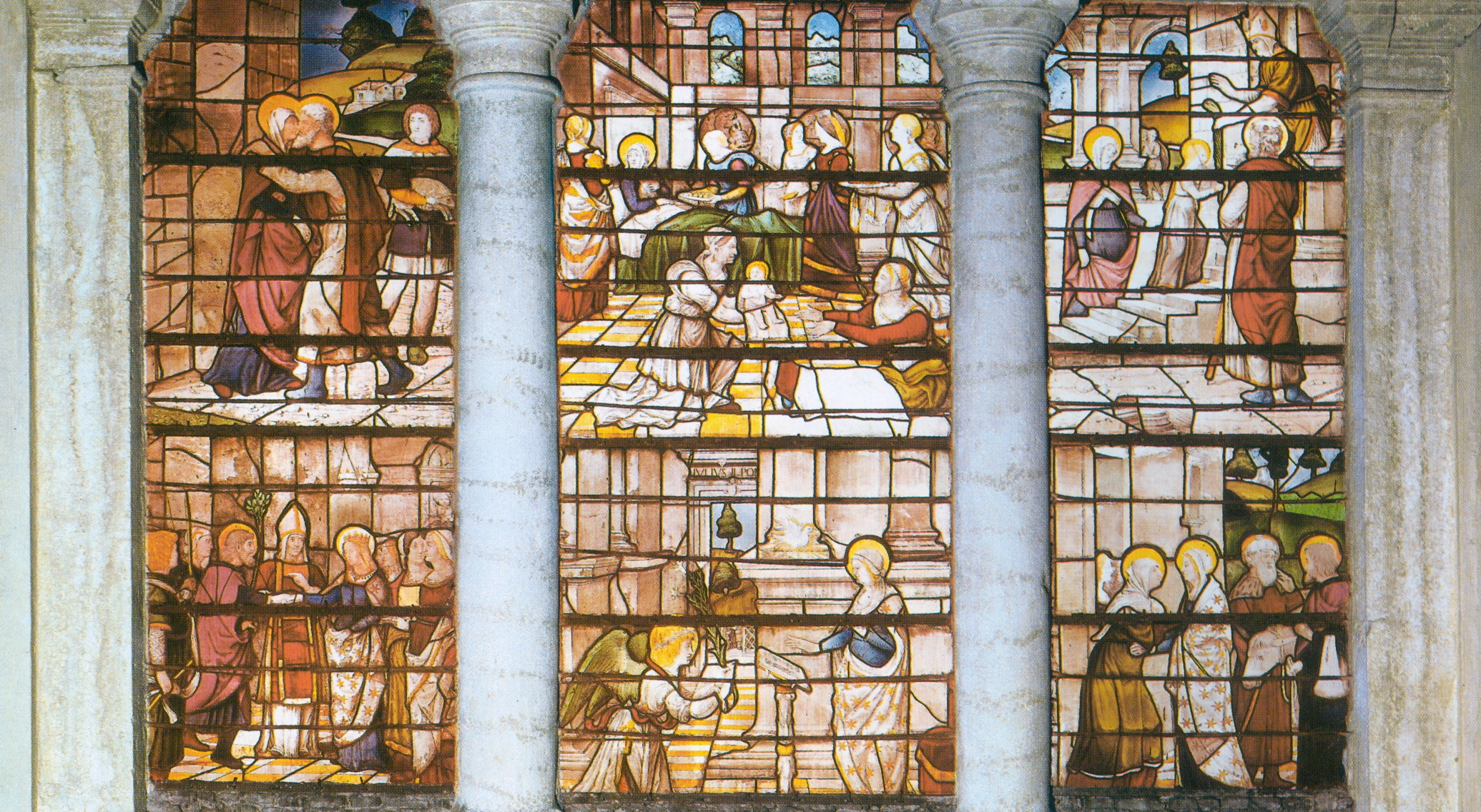
Glasfenster links

### Kapellen im rechten Seitenschiff
Die vier Kapellen wurden 1485 bis 1489 teils von Pinturicchio selbst, teils von seinen Mitarbeitern ausgestaltet. Sehr viele dieser Fresken gingen allerdings im Zuge von Umbauten und Veränderungen verloren.
- Cappella della Rovere (1)

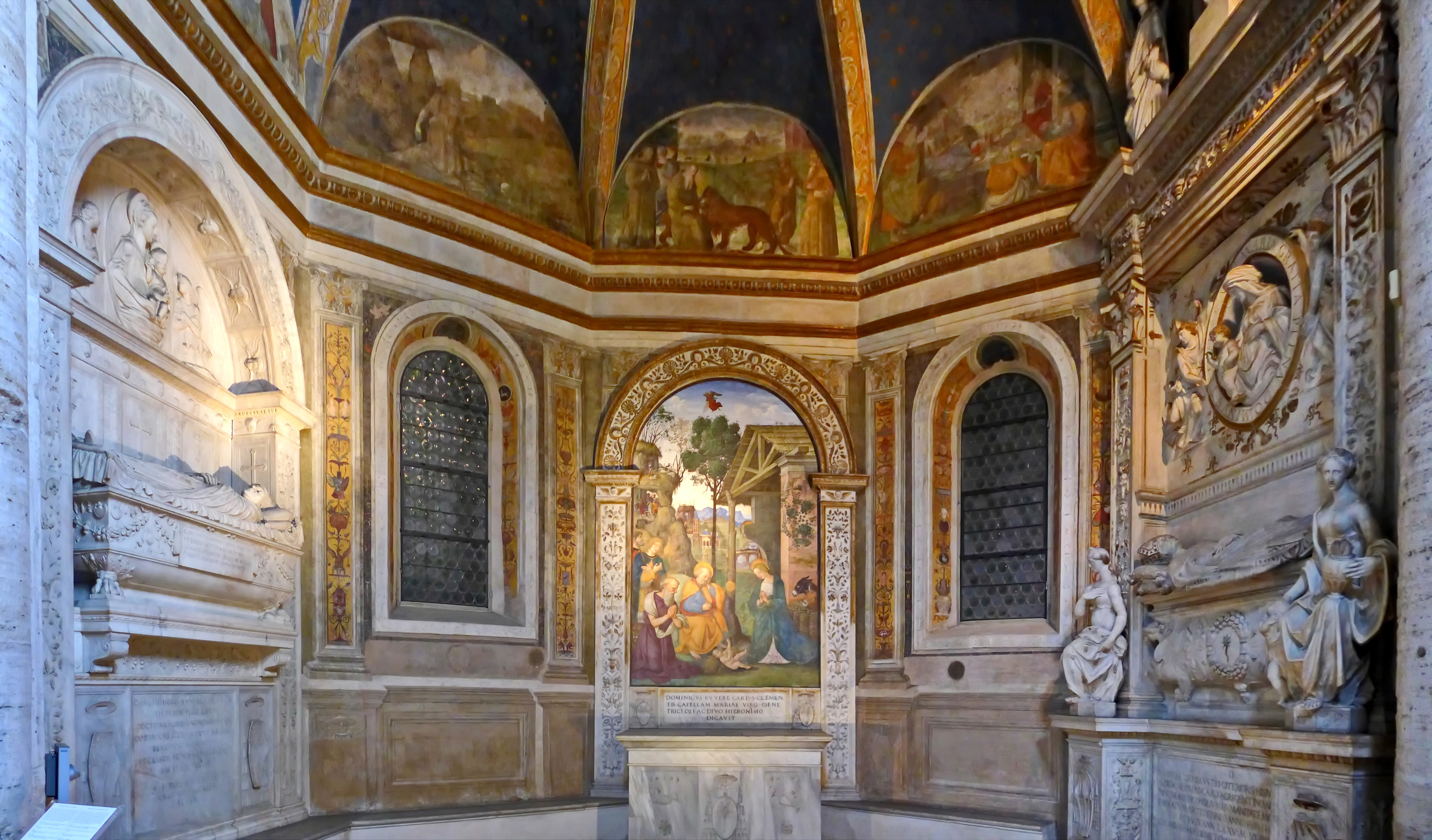
Cappella della Rovere

Geweiht ist sie dem heiligen Hieronymus – unter dem Altarbild befindet sich die Weiheinschrift. Diese Kapelle sicherte sich die Familie della Rovere, die die Kirche als ihre Familienkirche ansah. Zahlreiche Nepoten und Günstlinge der Familie fanden in dieser Kapelle und in der Kirche ihre letzte Ruhestätte. Links befindet sich das monumentale Grabmal für Domenico (verstorben 1501) und seinen Bruder Cristoforo della Rovere (verstorben 1477), Neffen des Francesco della Rovere, dem späteren Papst Sixtus IV., von Andrea Bregno 1501 geschaffen. Die Madonna in der Lünette ist ein Werk des Florentiners Mino da Fiesole. Rechts gegenüber das Grabmal für den Kardinal Giovanni de Castro, das dem Bildhauer Francesco da Sangallo zugeschrieben wird und vermutlich 1506 entstand. Das Altarbild Geburt Christi von Pinturicchio bildet das Zentrum des Dekorationsprogramms der Kapelle. Die Fresken (1488–1490) des Gewölbes mit Darstellungen aus dem Leben des hl. Hieronymus stammen von Pinturicchio und seinem Mitarbeiter Amico Aspertini. Die elegante Balustrade ist eine Arbeit des Andrea Bregno.
- Cappella Cibo (2)

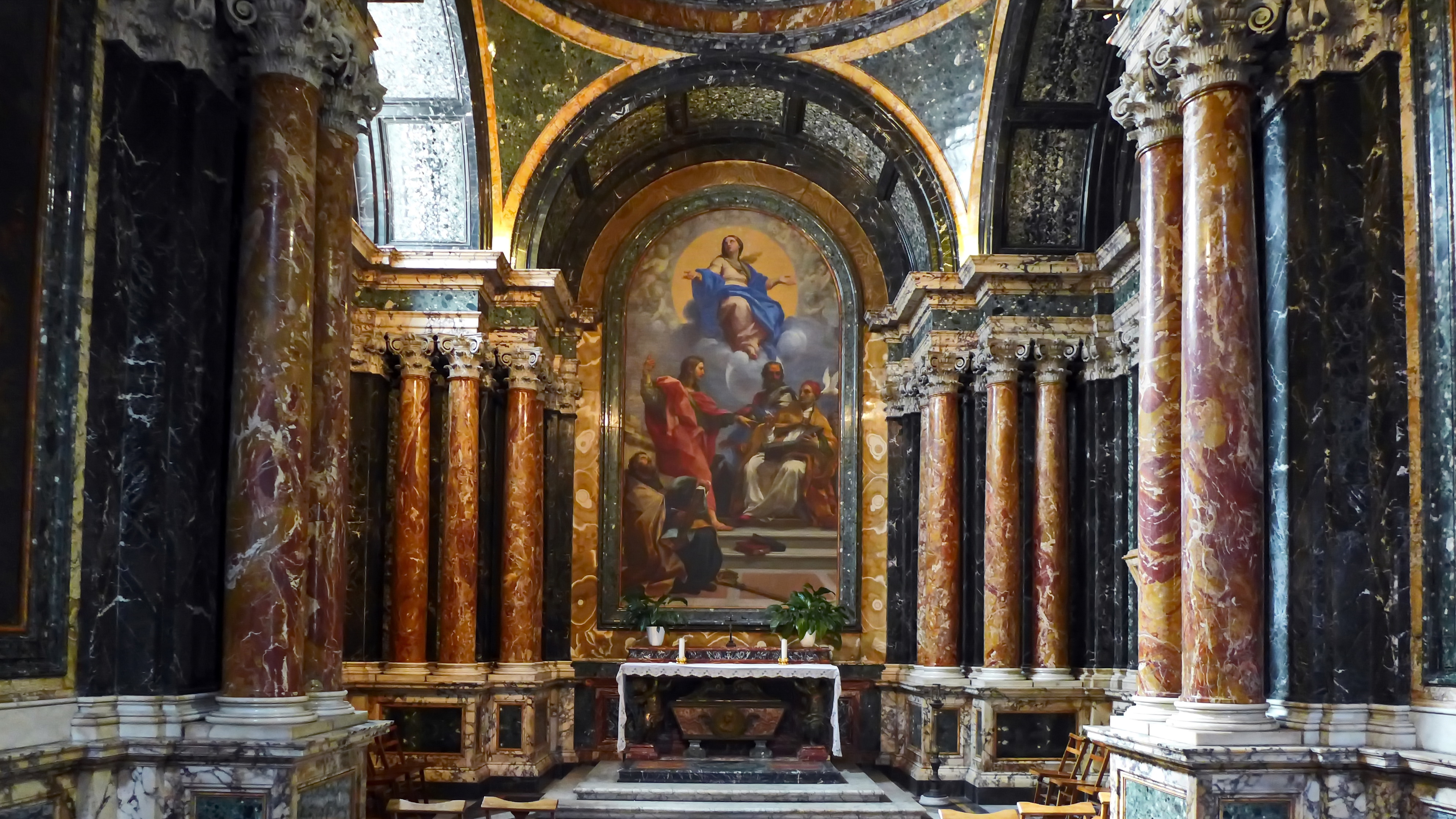
Cappella Cibo

Sie ist dem Hl. Laurentius geweiht. Kardinal Lorenzo Cibo  de’ Mari, ein Neffe Papst Innozenz VIII., ließ die ursprüngliche Kapelle in der Zeit von 1489 bis 1503 mit Fresken von Pinturicchio und mit Werken aus der Schule von Andrea Bregno ausstatten. Prunkvoll und effektvoll wurde der Raum mit Säulen, Pilastern und Balustrade aus dunkelgrünem Serpentin, kastanienbraunem Jaspis und schwarzem Marmor ausgestattet und so der Charakter einer Grabkapelle betont. Die Kapelle gilt aufgrund ihrer aufwendigen Ausgestaltung und ihrer ausgezeichneten Bilder namhafter Künstler als eine der gelungensten Kapellen des ausgehenden 17. Jahrhunderts in Rom. Das große Altarbild Die unbefleckte Empfängnis mit den Heiligen Apostel Johannes, Gregorius, Johannes Crisostomo und Augustinus schuf Carlo Maratta ca. 1686 – es gilt als eines seiner bekanntesten und bezeichnendsten Werke. Das Fresko in der Kuppel Der Ewige in Glorie stammt von Luigi Garzi, einem Schüler Marattas. Die Ölgemälde Martyrium der Hl. Caterina(rechts) und Martyrium des hl. Laurentius (links) im Vestibül stammen von dem Wiener Künstler Daniel Seiter, der viele Jahre in Florenz und Rom tätig war. Rechts befindet sich das Grabmonumente für Kardinal Alderano Cibo (1683) und links das Monument für Lorenzo Cibo (1684). Beide sind Werke von Francesco Cavallini.
- Cappella Basso della Rovere (3)

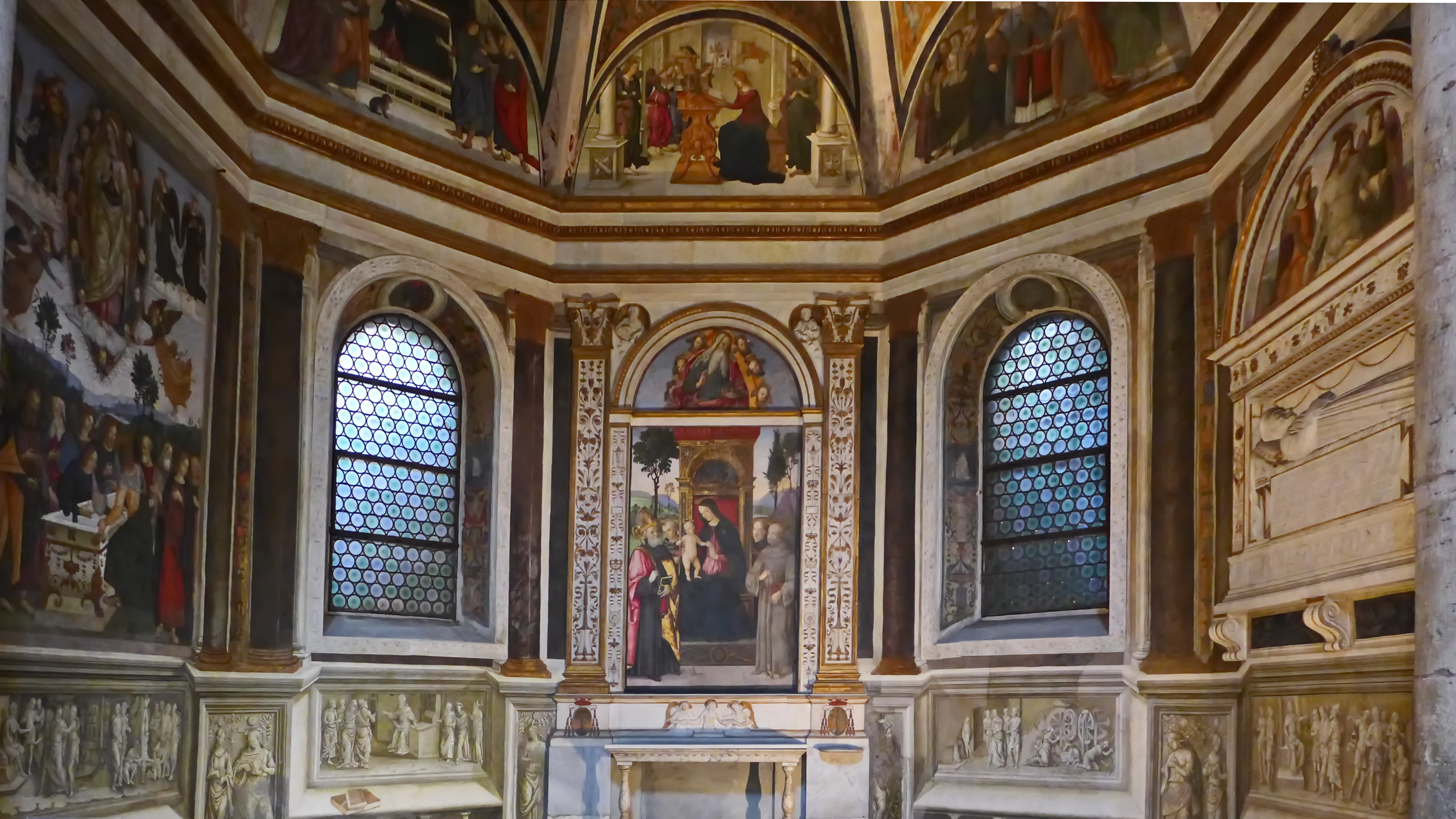
Cappella Basso della Rovere

Kardinal Girolamo Basso della Rovere, der Sohn des Grafen Giovanni Basso und der Schwester von Francesco della Rovere, stiftete 1484 die dem hl. Augustinus geweihte Kapelle. An der rechten Wand befindet sich das Grabmonument des Vaters des Stifters, Giovanni Basso von Andrea Bregno aus dem Jahr 1485. Die Pietà in der Lünette des Grabmals wird Antonio da Viterbo zugeschrieben. Francesco della Rovere, der spätere Papst Sixtus IV., gab die wertvolle Balustrade und die Freskenausmalung der Kapelle bei einem Schüler des Pinturicchio (1489–1491) in Auftrag. Das Freskenprogramm stellt im Altarbild die Madonna mit dem Kind und Heiligen dar, in der Lünette über dem Altarbild Gottvater und in den Lünetten der Kuppel die Geburt der Jungfrau, Verkündigung, Vermählung und Besuch. An der linken Wand findet sich das Fresko die Himmelaufnahme der Jungfrau. Die illusionistischen, monochromen Fresken an den Unterseiten der Wände stammen vermutlich von Jacopo Ripanda und Amico Aspertini. Sie entstanden ca. 1503 und bilden folgende Themen ab: Disput des Hl. Augustinus, Martyrium der Hl. Caterina, des Hl. Petrus und Paulus. Im 19. Jhd. erfuhren sie eine umfangreiche Restaurierung.
- Cappella Costa (4)

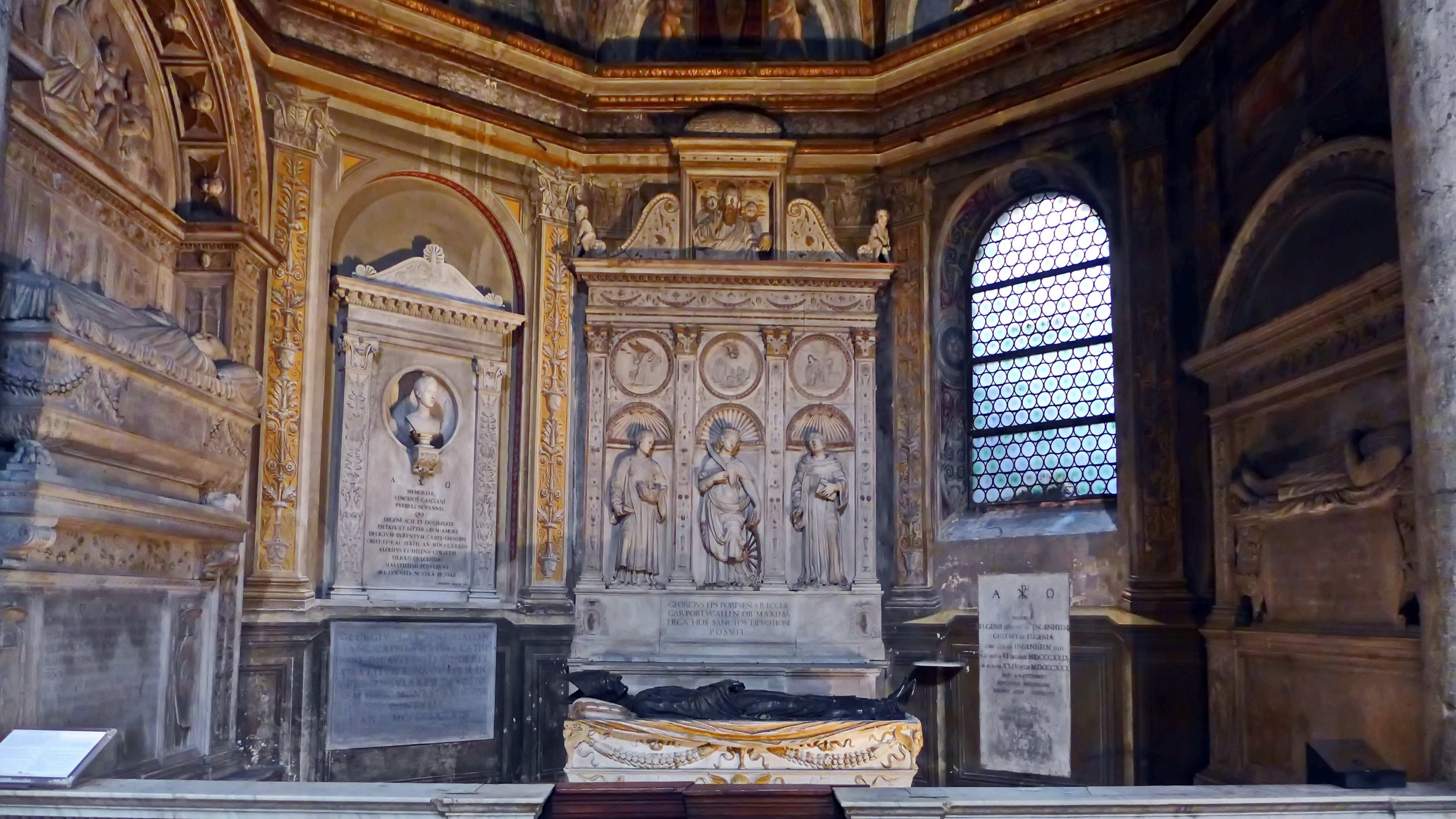
Cappella Costa

Die Kapelle, geweiht der hl. Caterina, gehörte ursprünglich dem Kardinal Domenico della Rovere, wurde aber 1488 vom portugiesischen Kardinal Jorge da Costa erworben, der dem Kloster umfangreiche Schenkungen machte. Die Kapelle und die schöne Balustrade sind nahezu unverändert erhalten.
Sie ist mit wertvollen Kunstwerken ausgestattet: Der Altar ist ein Marmor-Triptychon von Gian Cristoforo Romano aus der Schule des Andrea Bregno mit Abbildungen von Hl. Vinzenz, Caterina von Alexandria und Antonius von Padua(um 1505). In den Lünetten befinden sich Fresken aus der Werkstatt des Pinturicchio mit Darstellungen der vier Kirchenväter(1488–1490). In der rechten Wand ist das Grabmonument des Marcantonio Albertoni von Jacopo d' Andrea da Firenze aus dem Jahr 1487 erhalten. In der linken Wand das Grabmonument des Kardinals Jorge da Costa aus der Werkstatt Andrea Bregno um 1508. Im Fußboden ist der Grabstein des Bischofs Giorgio Bacharin aus der Werkstatt Pollaiuolo (Ende 15. Jhd.) eingelassen. Im Zentrum, unter dem Altar, ist das Grabmonument des Kardinals Pietro Foscari gefertigt in Marmor und Bronze von Giovanni di Stefano und Vecchietta (1480) positioniert.

### Kapellen im linken Seitenschiff
- Cappella del Crocefisso- oder Cibo-Soderini(20)

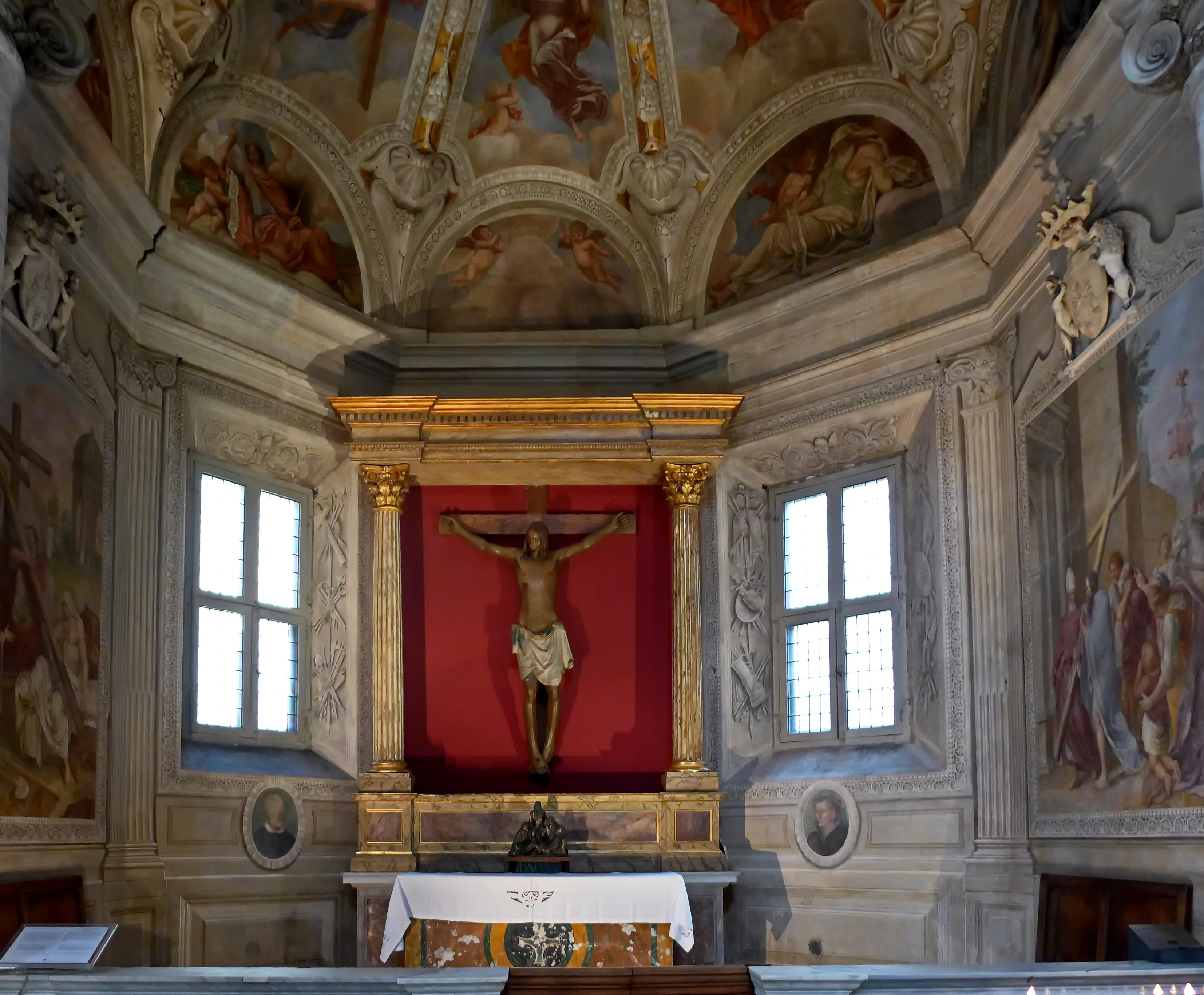
Cappella del Crocefisso

Die Kapelle ist dem Heiligen Kruzifix geweiht und wurde von Teodorina Cibo gestiftet. Der Name kommt von dem Kruzifix aus dem 15. Jhd. über dem Altar von einem unbekannten Künstler aus der Emilia. Die Familie Cibo veranlasste die Ausschmückung der Kapelle durch den flämischen Maler Pieter van Lint. Von ihm stammt die an den Wänden wiedergegebene Geschichte des Wahren Kreuzes, im Gewölbe die Abbildung Gottvater mit Engeln und den Passionswerkzeugen und den Propheten in den Lünetten (um 1637). 1821 wurde sie von Lorenzo Soderini erworben, der eine umfangreiche Renovierung des Raumes und die Anfertigung einer neuen Altartafel für die Anbringung des Kruzifix veranlasste. Von der ursprünglichen Kapelle aus dem 15. Jhd. ist noch die Balustrade erhalten.
- Cappella Mellini (21)

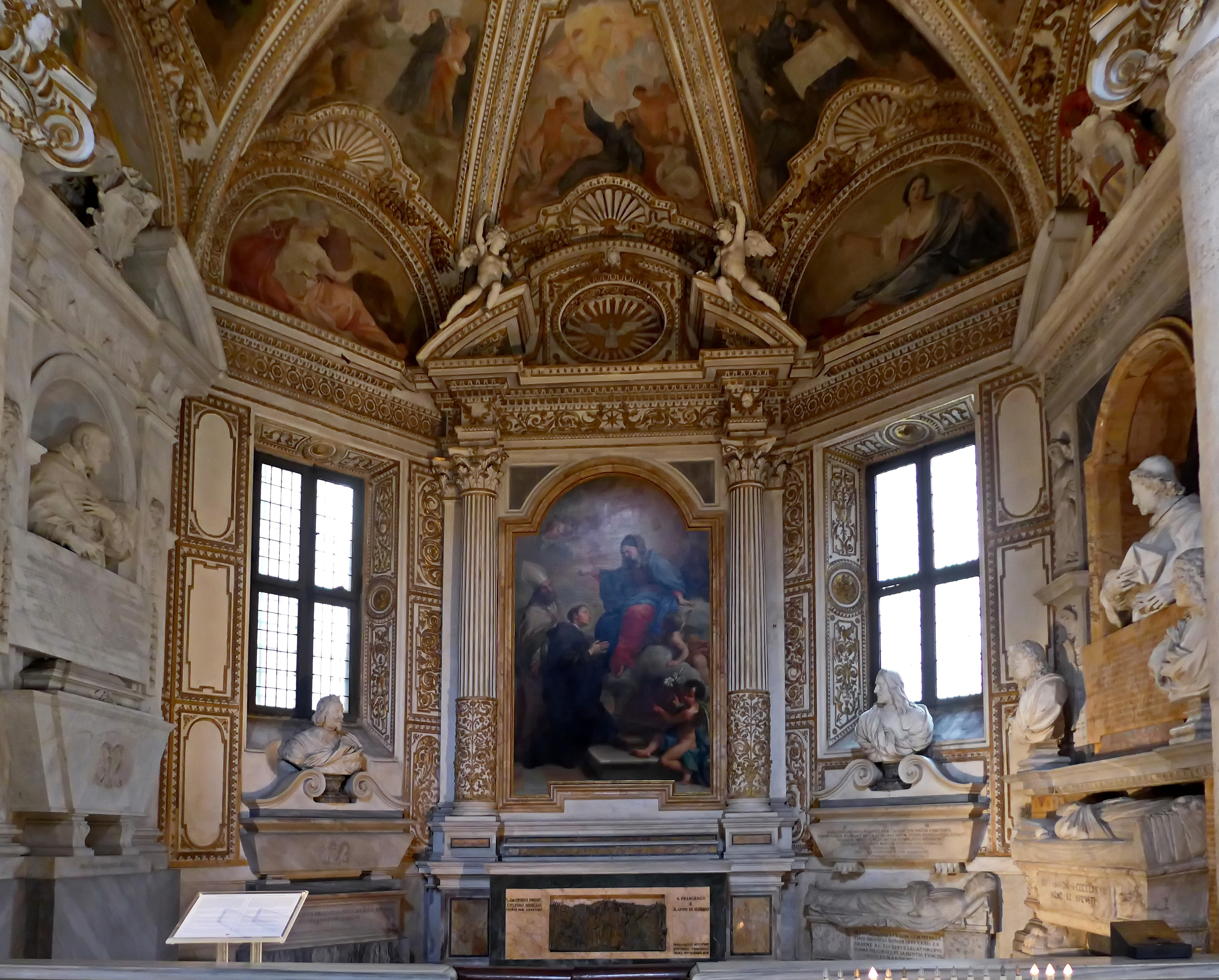
Cappella Mellini

ist dem heiligen Nikolaus von Tolentino geweiht. Der erste Patron der Kapelle war der berühmte Jurist Pietro Mellini  (1406–1483). Kardinal Giovanni Garzia Mellini ließ sie 1623 umbauen und mit Freskomalereien des Florentiners Giovanni Mannozzi da San Giovanni schmücken – in der Kuppel die Verherrlichung des hl. Nicola da Tolentino und Geschichten aus seinem Leben und in den Lünetten die Kardinalstugenden (1623–1624). Das Altarbild der Hl. Augustinus präsentiert den hl. Nikolaus der Jungfrau von Agostino Masucci ist aus dem 18. Jhd. An der rechten Wand befinden sich Marmorbüsten einzelner Mitglieder der Familie Mellini wie Kardinal Savo Mellini, Pietro Mellini und Kardinal Paolo Antonio Mellini sowie der Marmorsarkophag mit der Büste des Mario Mellini(1673). An der linken Wand ist der Marmorsarkophag mit der Büste des Kardinals Urbano Mellini (1639) erhalten sowie die Büste des Kardinals Garcia Mellini (1637–1638) – beides Werke von Alessandro Algardi.
- Cappella Chigi (22)

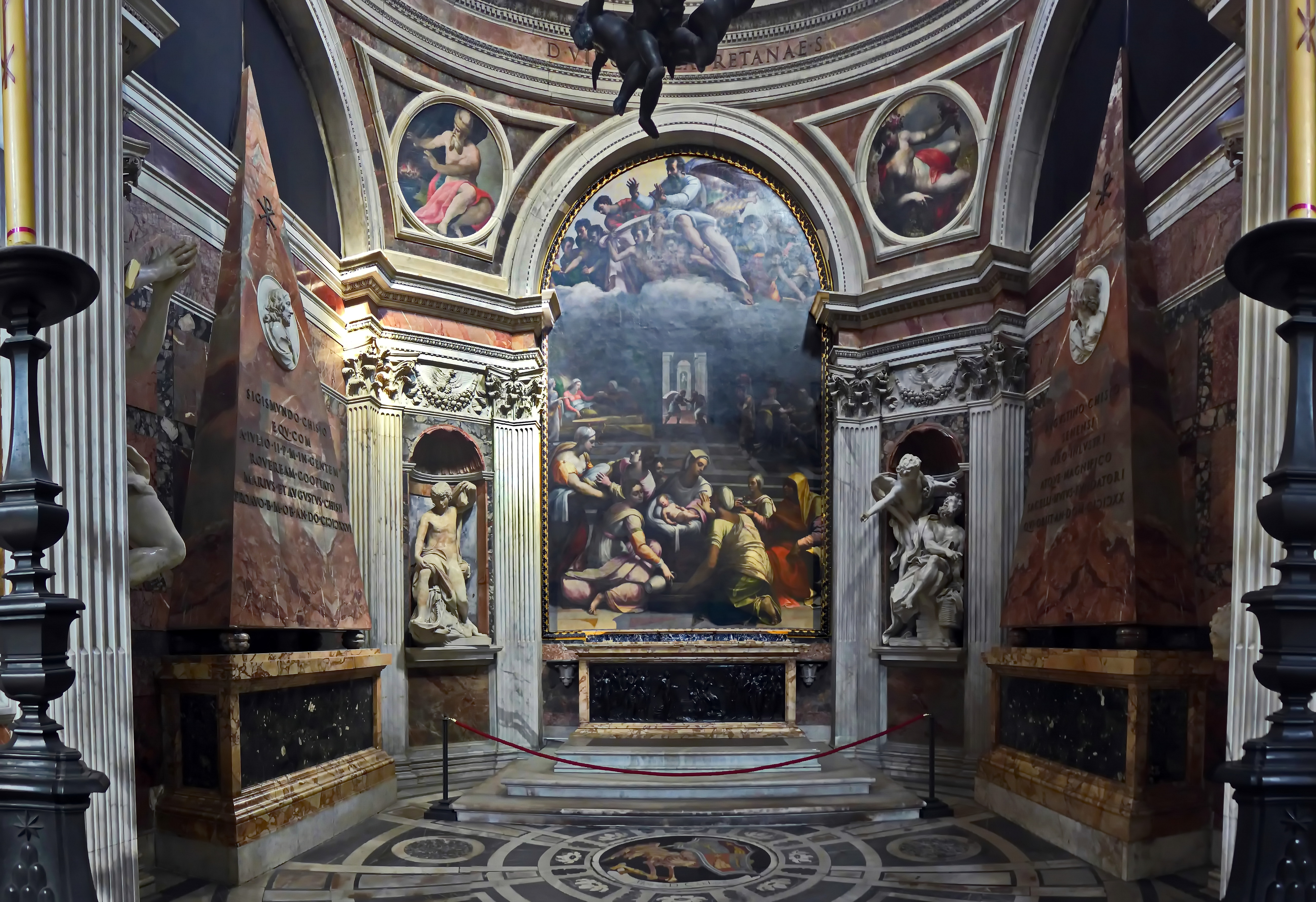
Cappella Chigi

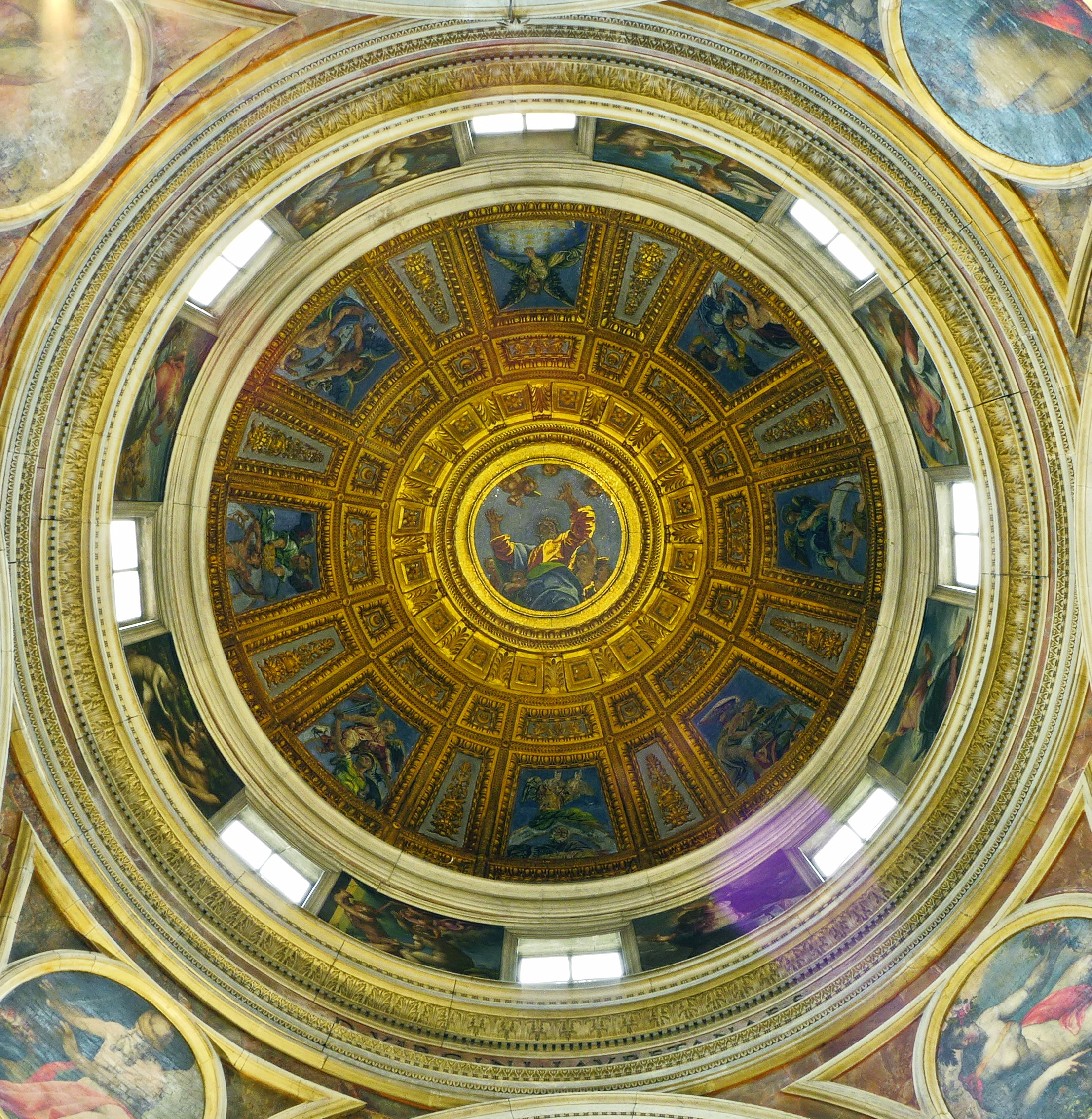
Kuppel der Cappella Chigi

Agostino Chigi der Bankier dreier Päpste und einer der reichsten Geschäftsmänner seiner Zeit, erhielt 1507 von Papst Julius II. die Patronatsrechte für die Kapelle, die der Madonna von Loreto geweiht ist. 1512 beauftragte Chigi Raffael mit dem architektonischen Entwurf, für den Bramantes Grundriss der neuen Peterskirche Pate stand: Ein Zentralbau mit Grundriss eines griechischen Kreuzes, einer von vier abgeschrägten Eckpfeilern gestützten Kuppel und einem mit Fenstern belichteten Tambour. Die Kapelle ist eines der architektonischen Hauptwerke Raffaels. Der Bau selbst wurde 1513–1514 von Lorenzetto, einem Schüler Raffaels begonnen – Teile der Dekoration waren bis 1516 fertiggestellt. Weitere Teile der Ausstattung entstanden noch bis Mitte des 16. Jahrhunderts.
Ihr heutiges Aussehen erhielt die Kapelle erst in der Mitte des 17. Jhd. Der harmonische, weite Raum wird durch die beiden Pyramiden aus farbigem Marmor, rechts die Grablege von Agostino Chigi (gest. 1520) und links die seines Bruders Sigismondo Chigi (gest.1526), bestimmt. Sie sind Teil des von Raffael konzipierten Bildprogramms, das die christliche Tradition mit den Vorstellungen von Platons Timaios verbindet.
Der Eingang zur Kapelle ist als monumentale, antikisierte Arkade mit korinthischen Stützen ausgeführt. Die Ausstattung der Kapelle einschließlich der pyramidenförmigen Gräber und der Mosaiken an der Kuppel gehen auf die Entwürfe von Raffael zurück. Lorenzetto führte im Auftrag von Raffael, auch nach dessen Tod 1520, Arbeiten aus. Von ihm stammen die Skulpturen Jonas vom Fisch ausgespien (1519) und der Elias (1523) sowie das Bronzerelief an der Vorderseite des Altars Jesus und die Samariterin. Die Mosaiken in der Kuppel gehen ebenfalls auf Kartons von Raffael zurück. Im Zentrum des Kuppel-Mosaiks Gott als Schöpfer des Firmaments und darunter die allegorischen Darstellungen der Sonne und der damals bekannten sieben Planeten wurden von dem Venezianer Luigi de Pace im Jahre 1516 ausgeführt. Die Wandelemente des Tambours schmücken Szenen aus der Genesis, die von Francesco Salviati in Freskotechnik ausgeführt wurden. Das Altarbild Die Geburt der Gottesmutter (Öl auf Schiefer) schuf 1526 Sebastiano del Piombo.
Auf Veranlassung Fabio Chigis, 1655 zum Papst Alexander VII. gewählt, nahm Gian Lorenzo Bernini 1652–1656 eine Umgestaltung der Kapelle im Zeitgeschmack des Barock vor und vollendete die Ausstattung. Unter anderem schuf er die beiden Skulpturen Habakuk und der Engel und Daniel in der Löwengrube, sowie die Marmorreliefs an den beiden Pyramiden. Die Kapelle wurde 2014 renoviert.

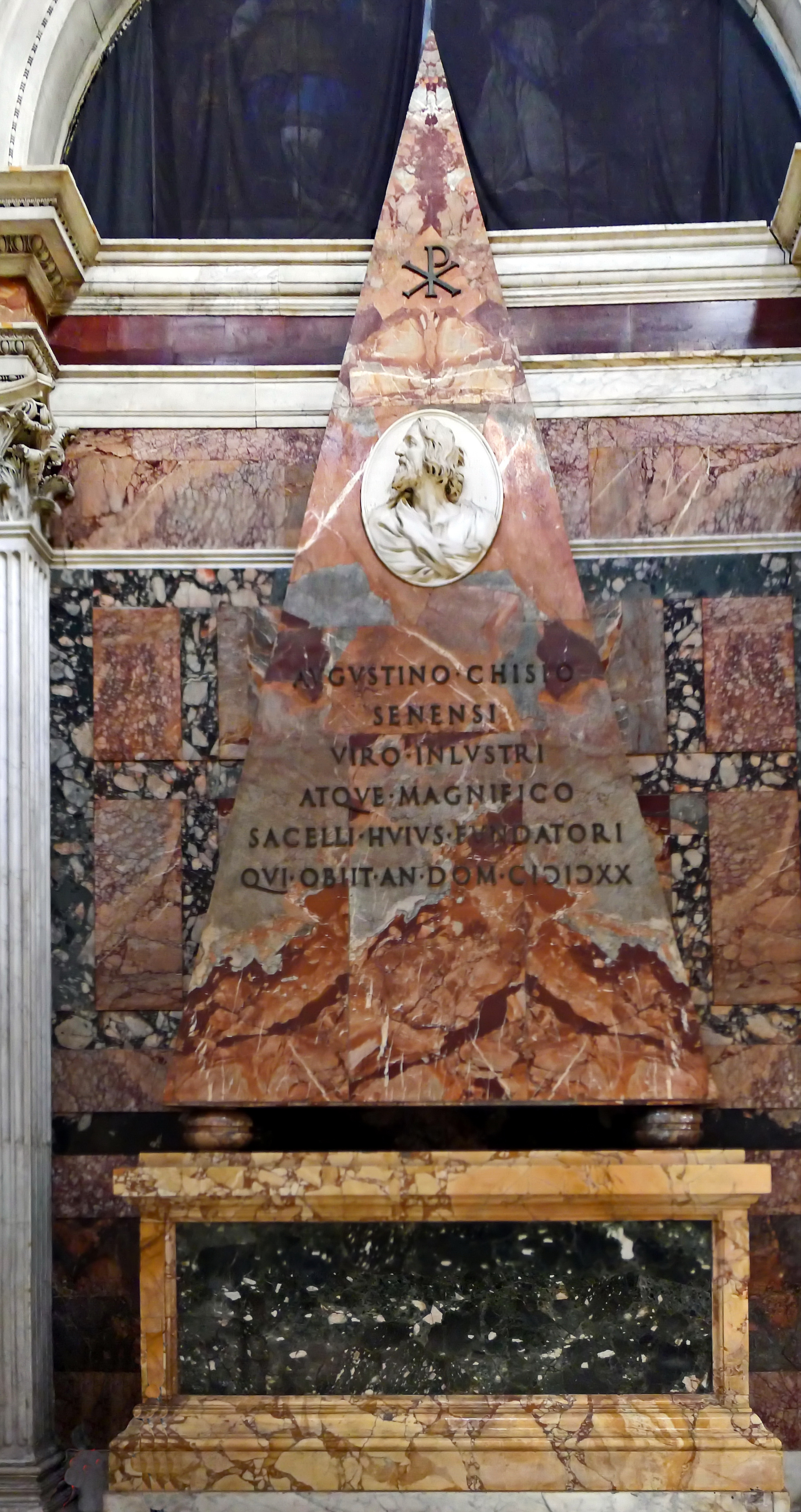
Grabmal Agostino Chigi
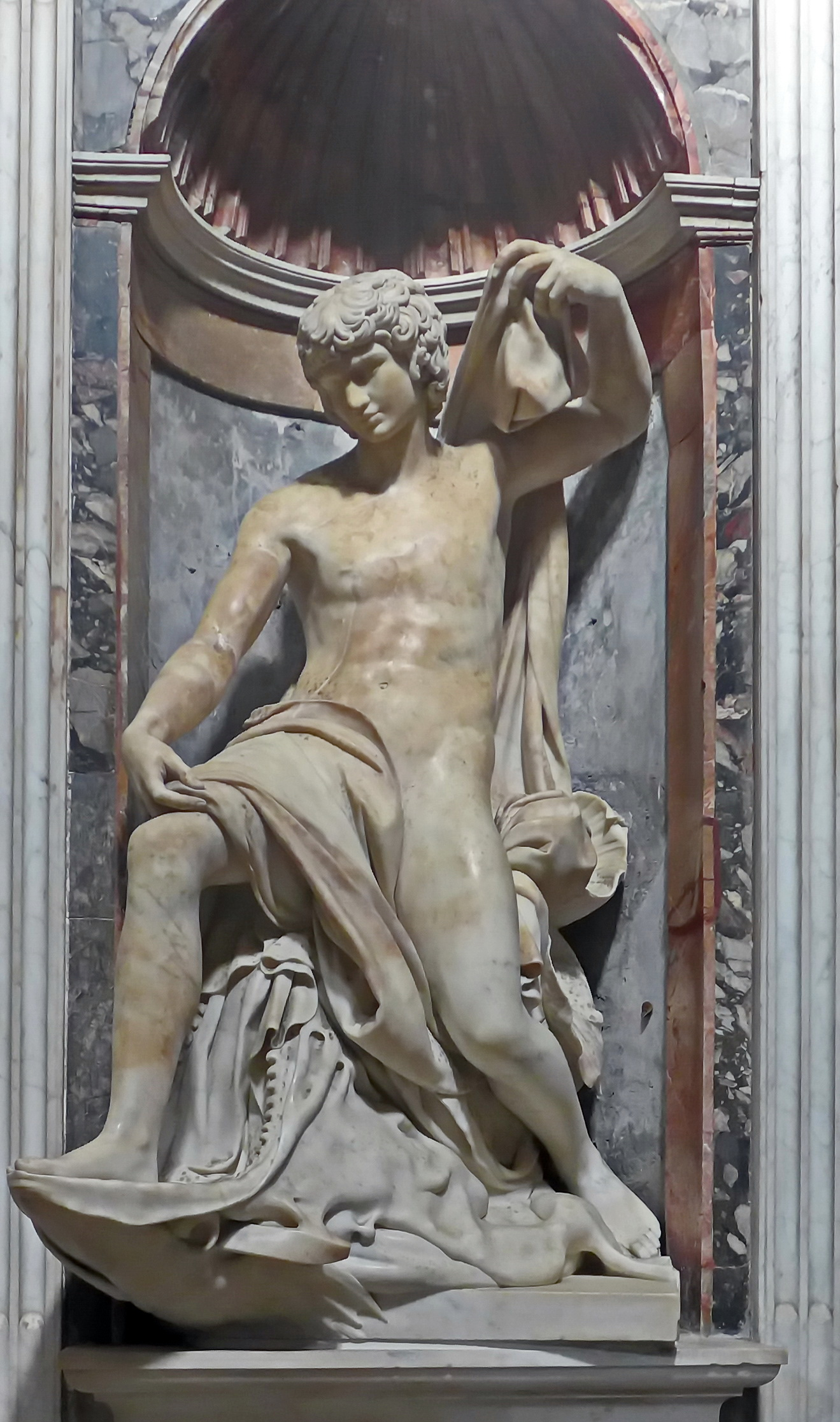
Lorenzetto: Jonas
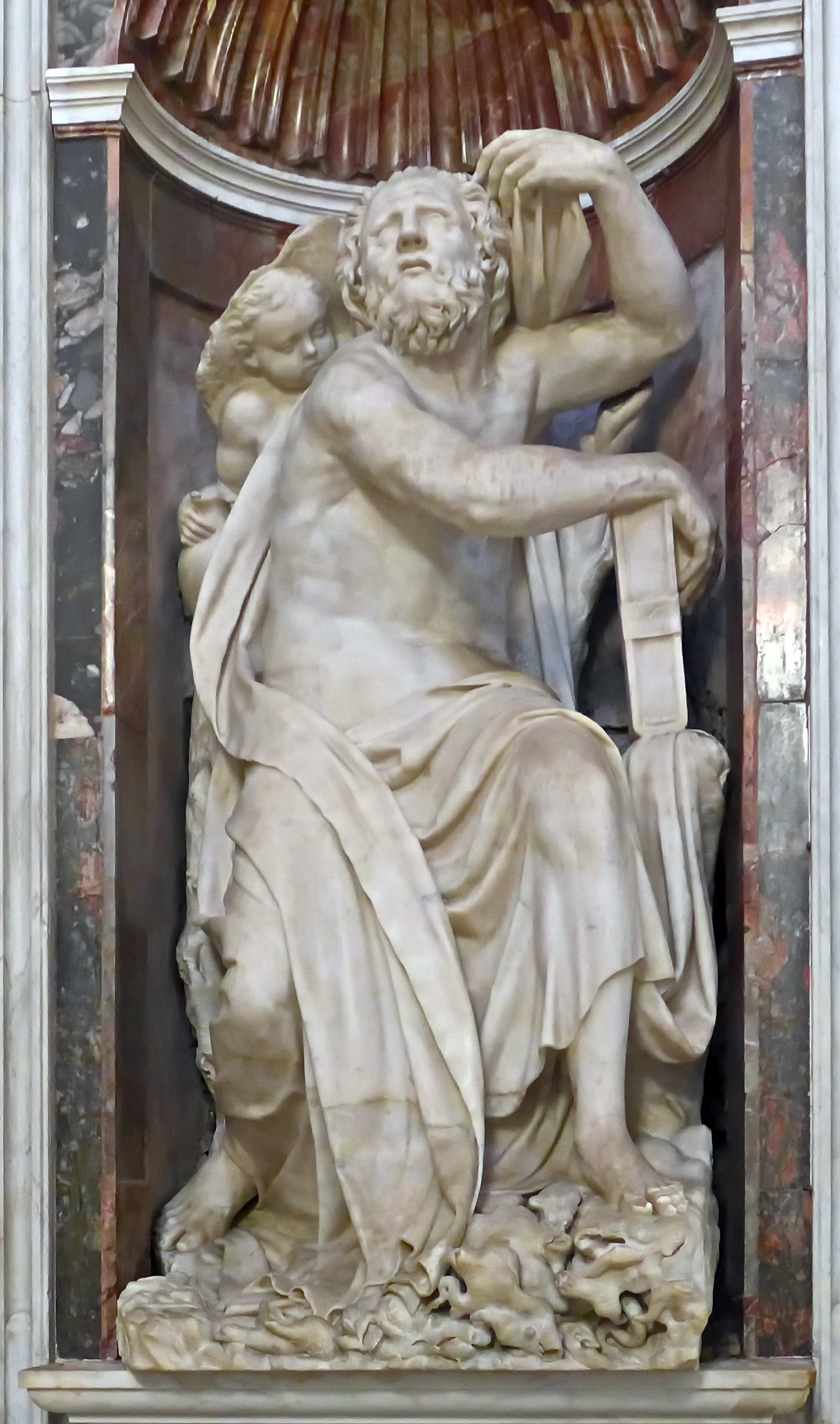
Lorenzetto: Elias
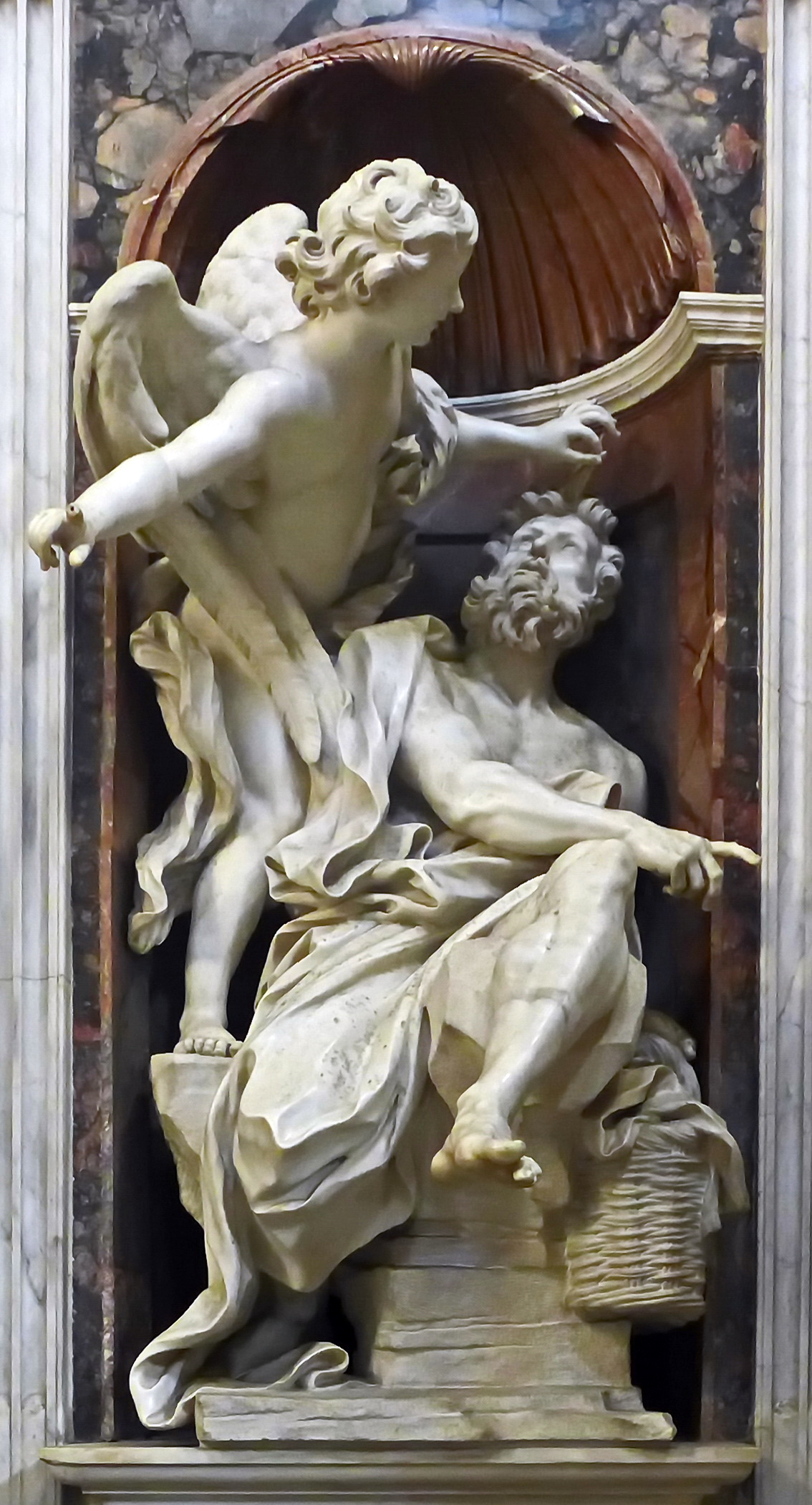
Bernini: Habakuk
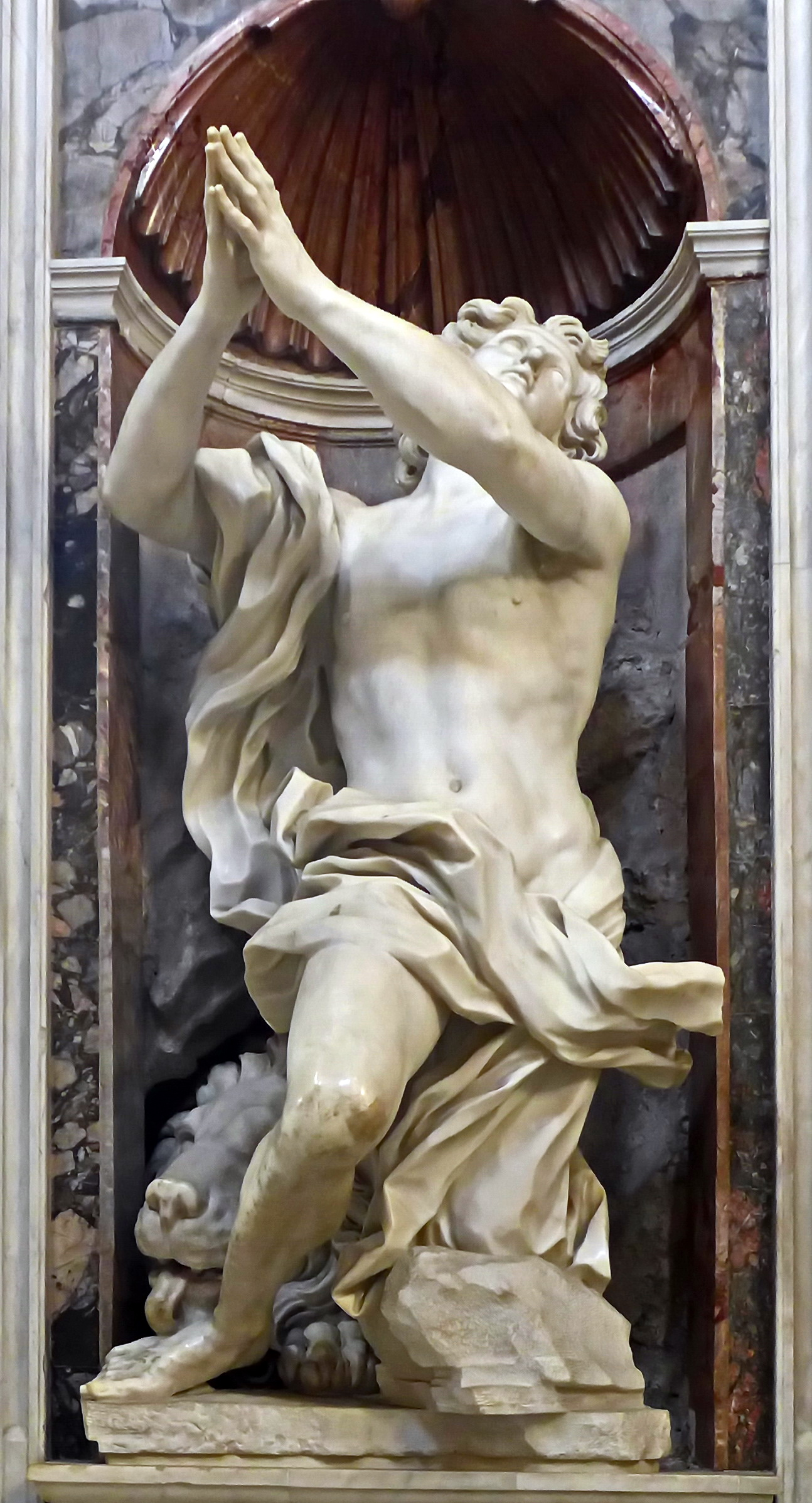
Bernini: Daniel

- neben der Kapelle im Seitenschiff befindet sich das bemerkenswerte, von Paolo Posi geschaffene Grabmal der Flaminia Odescalchi Chigi (Abb.), der ersten Frau von Sigismondo Chigi.
- Cappella Montemirabile – Taufkapelle (23)

Die Johannes dem Täufer geweihte Kapelle war ursprünglich für den Bischof Giovanni Montemirabile 1479 erbaut und 1561 zur Taufkapelle umgewidmet worden.
Der Bischof ließ 1479 die Kapelle mit einer das Wappen der della Rovere tragenden Balustrade ausstatten. Fresken aus der Werkstatt des Pinturicchio sind verloren gegangen. Die Kapelle bewahrt das Grabmal des Bischofs Pietro Foscari (gest. 1485), ein in der Verbindung von Bronzefigur und Marmorsarkophag ungewöhnliches Werk des Giovanni di Stefano da Siena. Mitte des 17. Jhd. wurde die Kapelle neuerlich umgestaltet. Die Ädikulen rechts und links vom Altar für das heilige Öl und das Taufwasser mit vier Heiligen sind Arbeiten des Andrea Bregno, die ursprünglich Teile des Hauptaltars der Kirche waren. Der Grabstein des ersten Besitzers ist in den Boden der Kapelle eingelassen. Das Grabmonument für Kardinal Antoniotto Pallavicini-Gentili, links in der Kapelle, wird der Werkstatt des Andrea Bregno zugeschrieben und befand sich ursprünglich in der Vatikanischen Basilika (Alt-St.Peter). Das rechts befindliche Grabmonument des Kardinals Francesco Castiglioni stammt aus dem Jahr 1568.

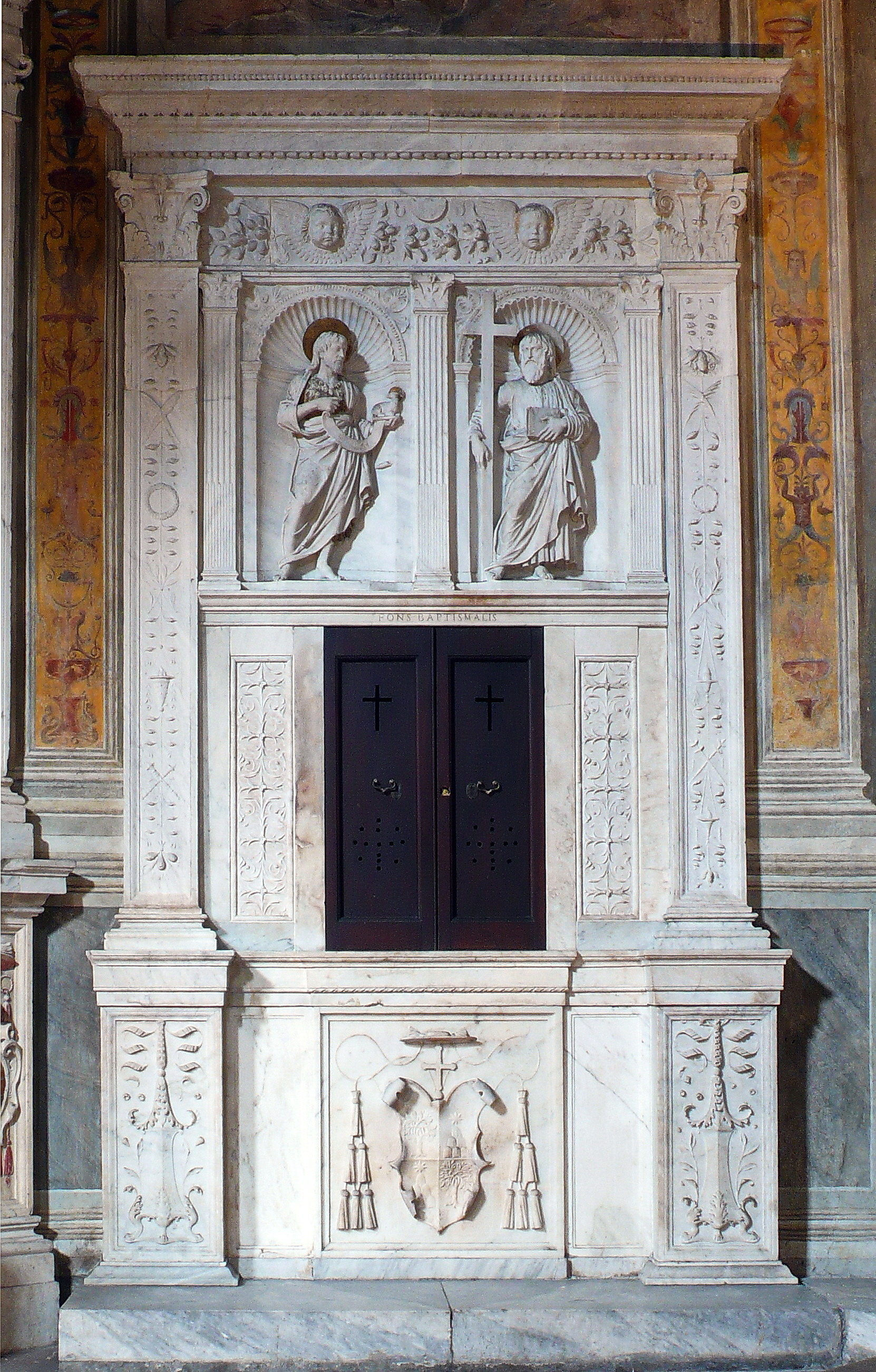
Linke Ädikula
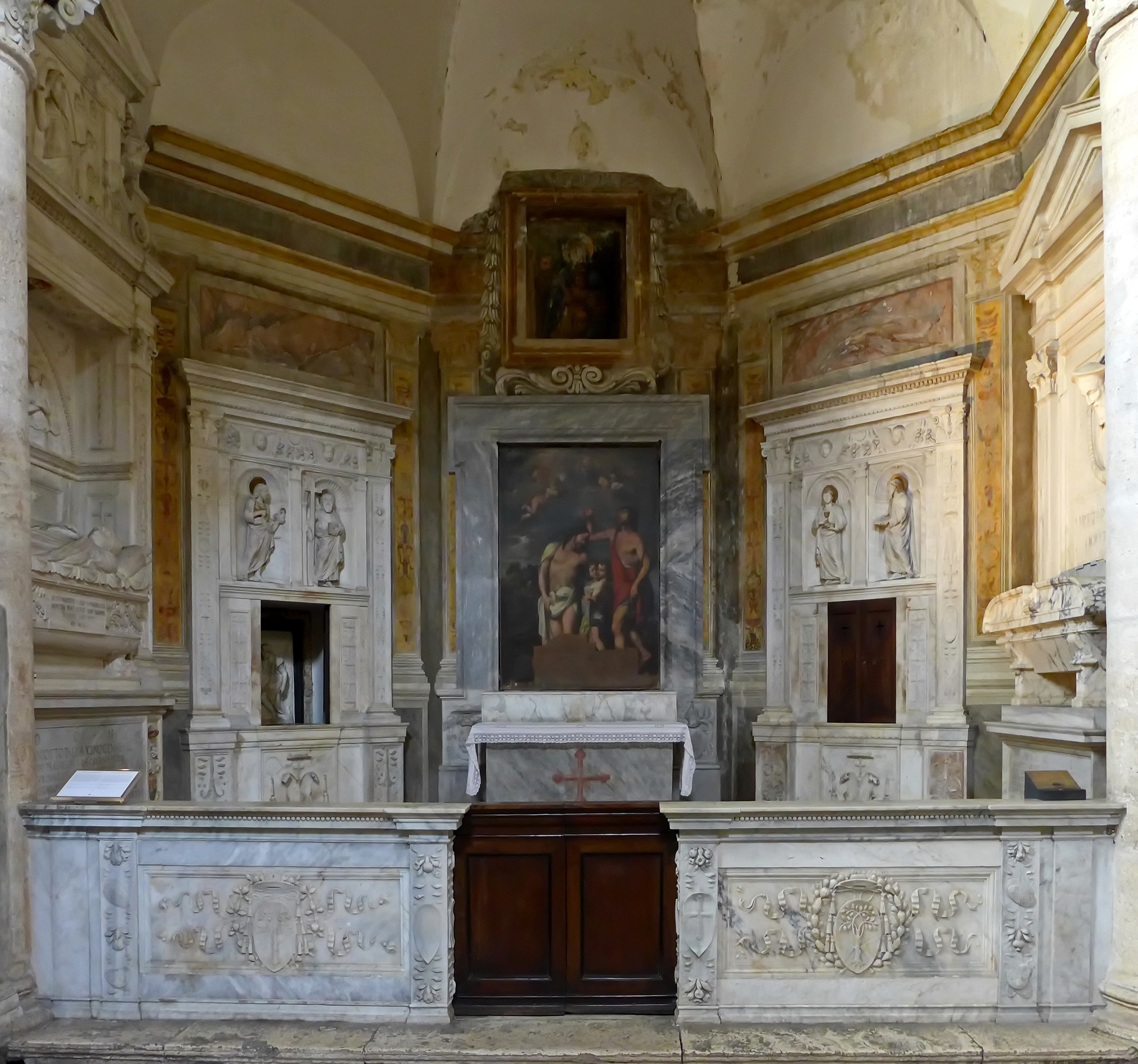
Cappella Montemirabile
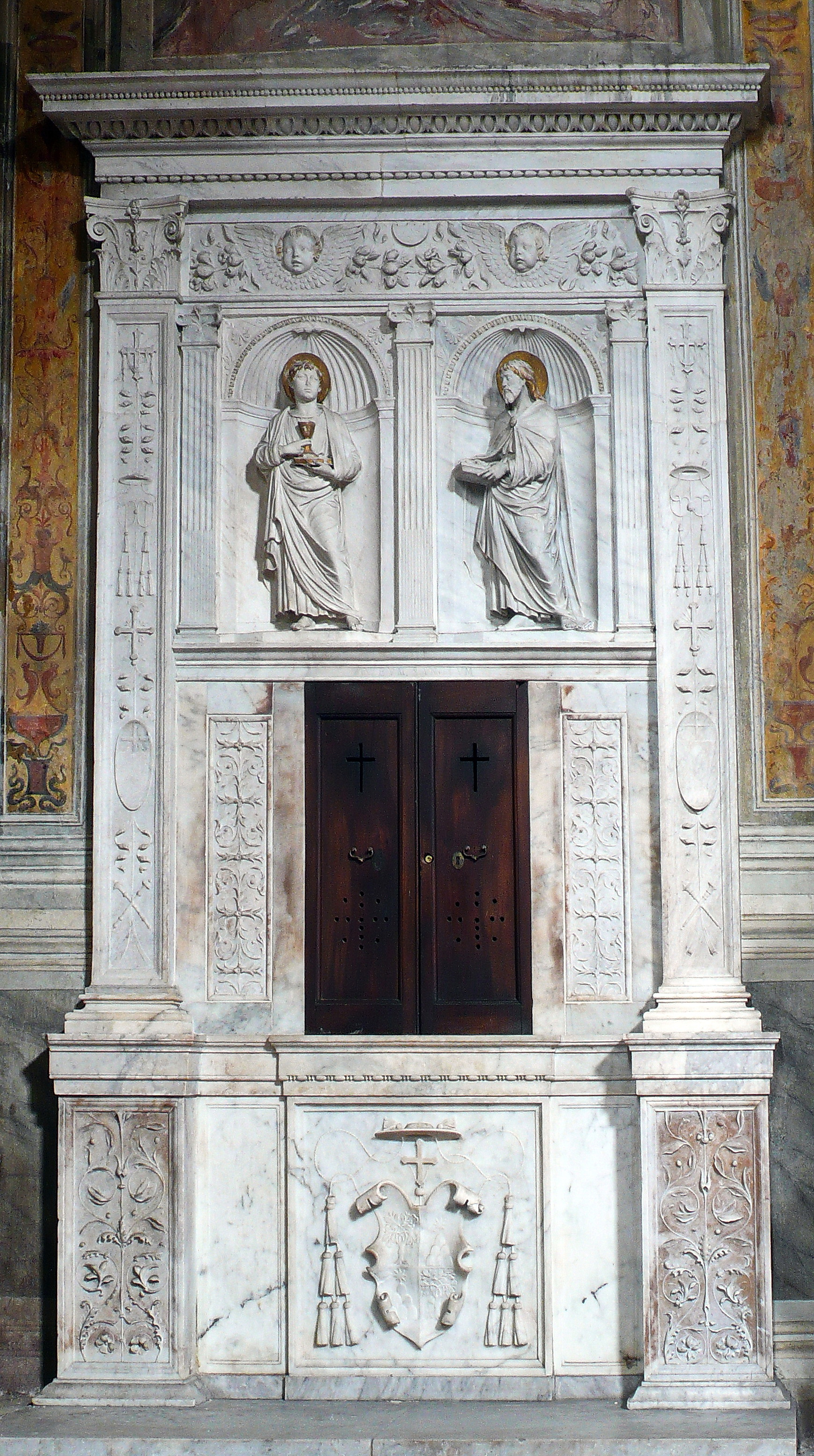
Rechte Ädikula

### Sakristei und Korridor
- Korridor (24)

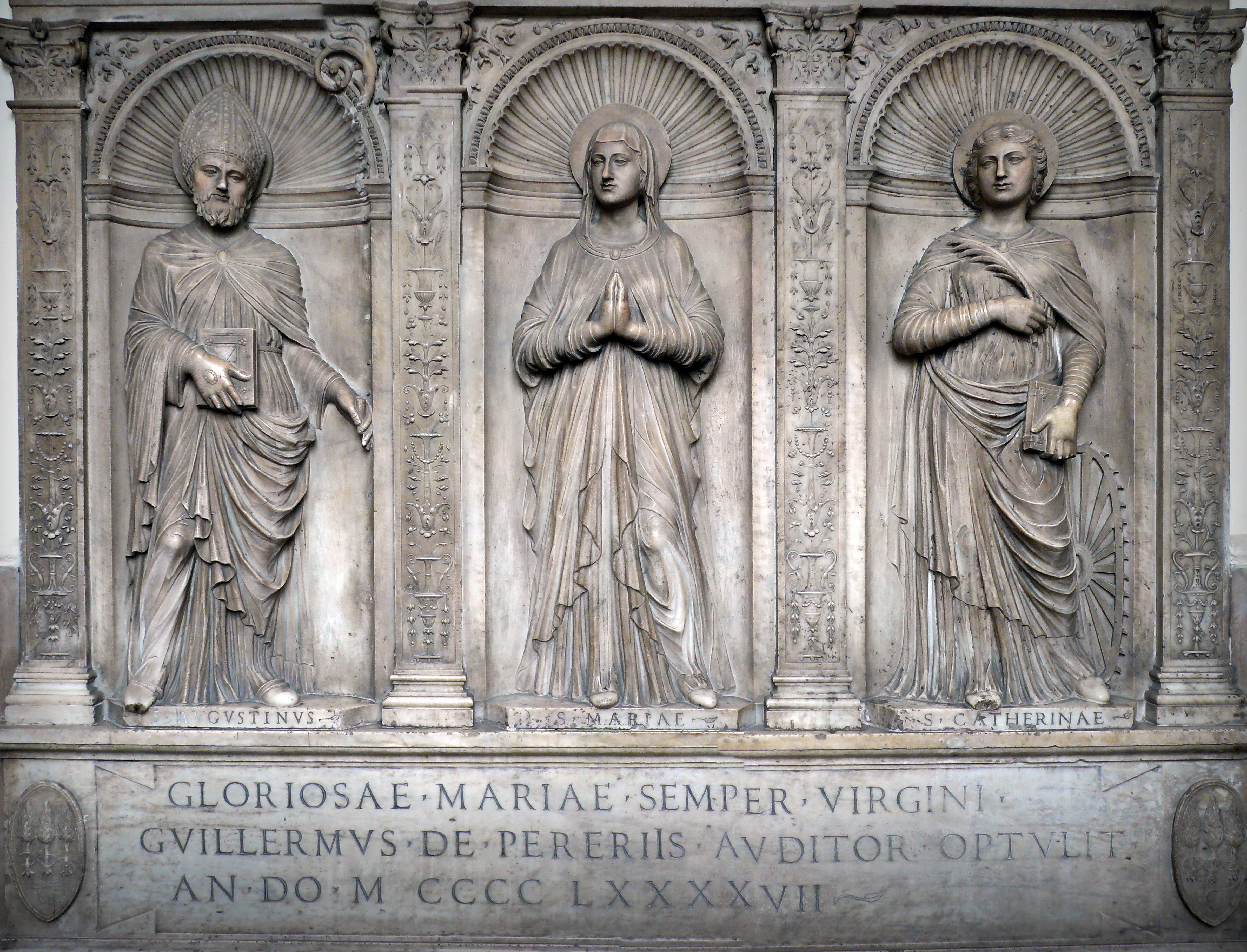
Triptychon vom Altar des Guillaume de Perriers

Im Verbindungskorridor zwischen dem Querschiff und der Sakristei sind bedeutende Marmor-Spolien aus der ursprünglichen Kirche aufbewahrt, unter anderem das Marmor-Triptychon vom Altar des Guillaume de Perriers mit dem Hl. Augustinus, der Jungfrau Maria und der hl. Caterina von Alexandria (1497), aus der Werkstatt des Andrea Bregno.
- Sakristei (25)

- Der Borgia-Altar

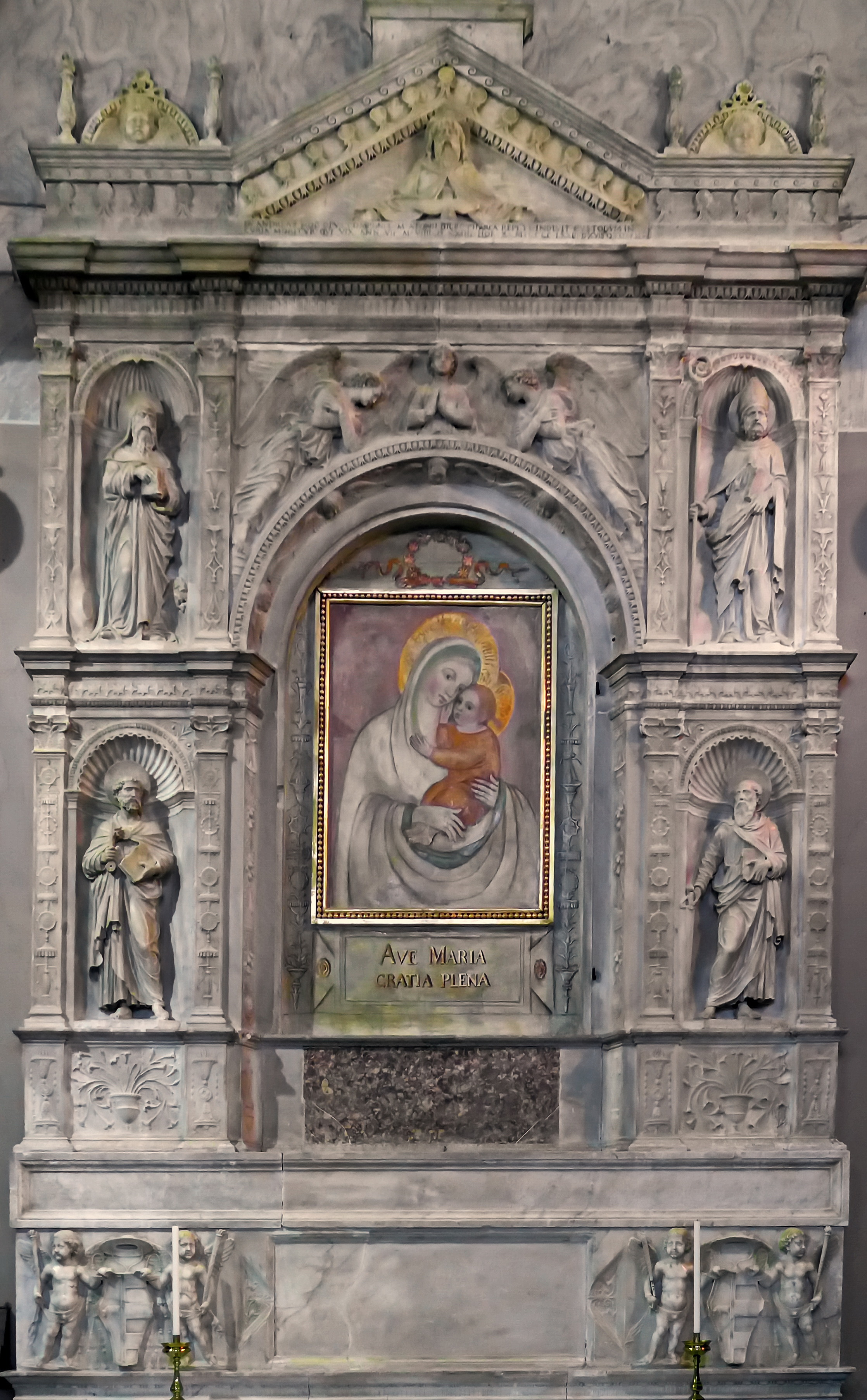
Altartabernakel des Andrea Bregno

An der Rückwand der Sakristei steht das außergewöhnliche Altartabernakel aus Marmor, das von Andrea Bregno 1473 als Hochaltar der Kirche für den damaligen Kardinal Rodrigo Borgia und ab 1492 Papst Alexander VI. angefertigt worden war. Dieser Altar ist – was die Dekoration anlangt – der edelste dieser Gattung. Er ist in der Form eines Triumphbogens, fast wie eine Ikonostase angelegt. Eine typologische Neuerung ist das Motiv der nach oben oder nach unten geöffneten Muschel über den Figuren. Der Altar wurde 1627 von seinem ursprünglichen Standort in der Kirche in die Sakristei versetzt. Es ist das einzige Werk von Andrea Bregno, das signiert und datiert ist. Die Inschrift über dem Gesims erinnert, dass er dieses Werk zum Andenken an seinen, 1473 mit nur 7 Jahren nach einem Unfall verstorbenen Sohn Antonio schuf.

Die Altartafel Jungfrau mit Kind, ein Ersatz für die sich ursprünglich an dieser Stelle befindliche Madonna del Popolo wird dem Leonardo da Besozzo (15. Jhd.) zugeschrieben. An den Seitenwänden sind die Grabmonumente der Erzbischöfe von Burgos Juan Ortega Gomiel (Abb.) (gest. 1514) und von Salerno Pietro Guglielmo Rocca (Abb.) (gest. 1482) aufgestellt. Beide werden der Werkstatt des Andrea Bregno zugeschrieben.
- Das Marmorbecken der Vanozza de’ Cattanei (26)

In einem kleinen Nebenraum der Sakristei findet sich ein Marmorbecken, das Einzige, was in der Santa Maria del Popolo an die Gönnerin Vanozza de’ Cattanei erinnert. Dem am Sockel sichtbaren Wappen verdanken wir Hinweise auf die Herkunft der Schenkerin. Das grazile Wappenschild zeigt in den Vierteln: den weidenden Stier der Borgia, die Streifen der katalanischen Familie Doms; weiter in einem anderen Viertel links den aufsteigenden Löwen und rechts oben den aufsteigenden Löwen und darunter den offenen Zirkel.

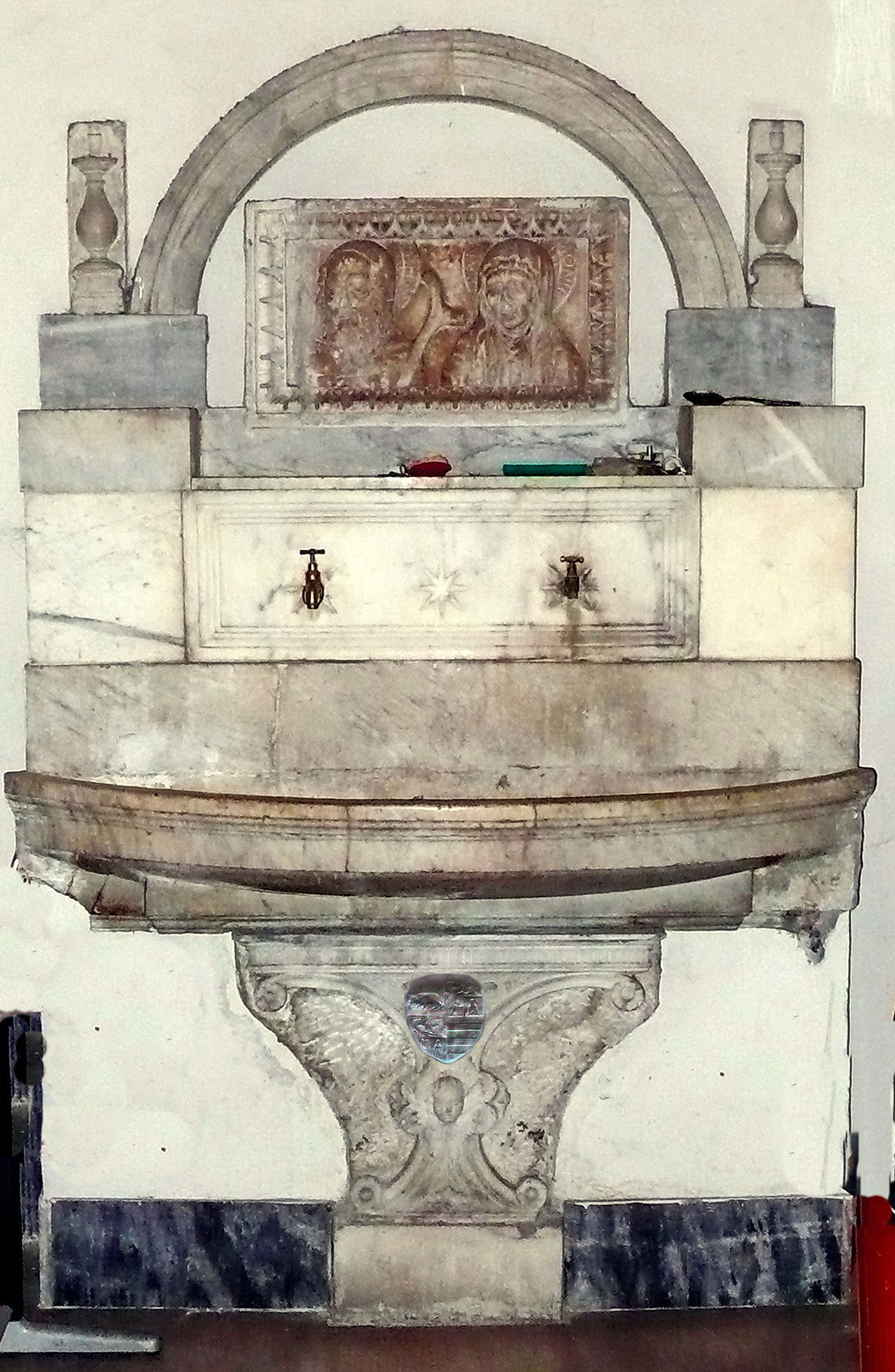
Becken mit dem Wappen der Vannozza dé Catanei

## Orgel

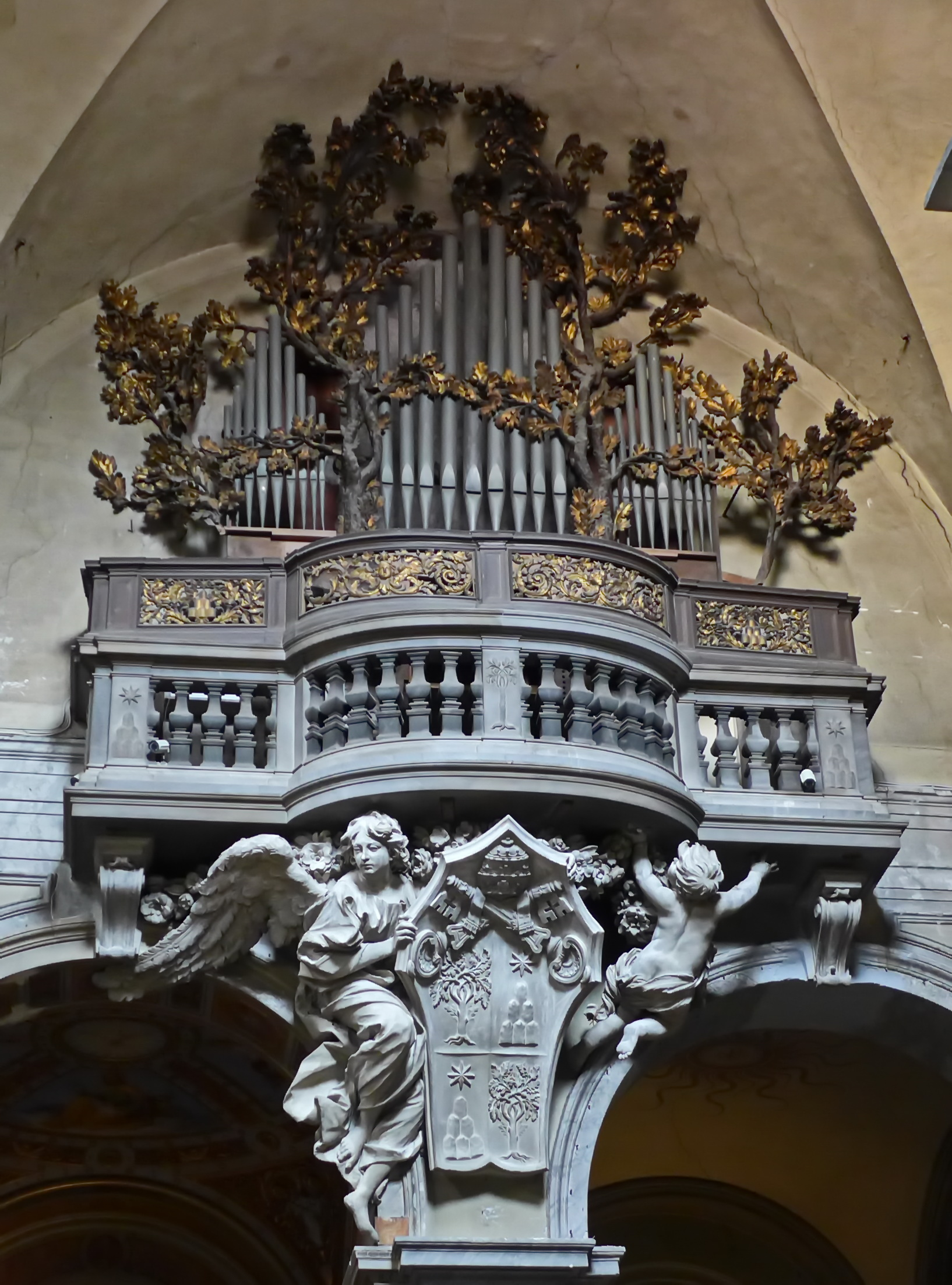
Prospekt der Spevi-Orgel

In der Empore über den Kapellen befindet sich die prächtige, goldverzierte Spevi-Orgel aus dem Jahre 1656. Das heute elektromechanisch betriebene Instrument besitzt 18 Register auf zwei Manualen und Pedal. Die Disposition ist wie folgt:
| I Hauptwerk C–c3 |              |    |
| 1.               | Principale 1 | 8′ |
| 2.               | Principale 2 | 8′ |
| 3.               | Dulciana     | 8′ |
| 4.               | Unda Maris   | 8′ |
| 5.               | Ottava       | 4′ |
| 6.               | Ottavino     | 2′ |
| 7.               | Ripieno IV   |    |
| 8.               | Tromba       | 8′ |

| II Manual C–c3 |                 |    |
| 9.             | Bordone         | 8′ |
| 10.            | Viola Gamba     | 8′ |
| 11.            | Concerto Viole  |    |
| 12.            | Ottava          | 4′ |
| 13.            | Flauto Armonico | 4′ |
| 14.            | Decimaquinta    | 2′ |
| 15.            | Ripieno III     |    |
|                | Tremolo         |    |

| Pedal C–g1 |             |     |
| 16.        | Subbasso    | 16′ |
| 17.        | Basso Forte | 8′  |
| 18.        | Bordone     | 8′  |

- Koppeln:
  - Normalkoppeln: II/I, I/P, II/P
  - Suboktavkoppeln: II/I, I/I, II/II
  - Superoktavkoppeln: II/I, I/I, II/II, I/P,II/P
- Spielhilfen: Annulatore Tromba, Combinatione Libre, PP, P, MF, F, FF

## Trivia
Namhafte Lutherbiographen gehen davon aus, dass Luther während seines Romaufenthalts (ca. 1506) im Augustinerkloster von Santa Maria del Popolo und/oder Sant’Agostino wohnte.
Der Bündnisvertrag der Heiligen Liga Julius’ II. vom 1. Oktober 1511 – gegen Ludwig XII. von Frankreich – wurde am 5. Oktober des Jahres in Santa Maria del Popolo feierlich publiziert.
Die Chigi-Kapelle spielt eine wichtige Rolle im Roman Illuminati von Dan Brown.